# Islam in Europa

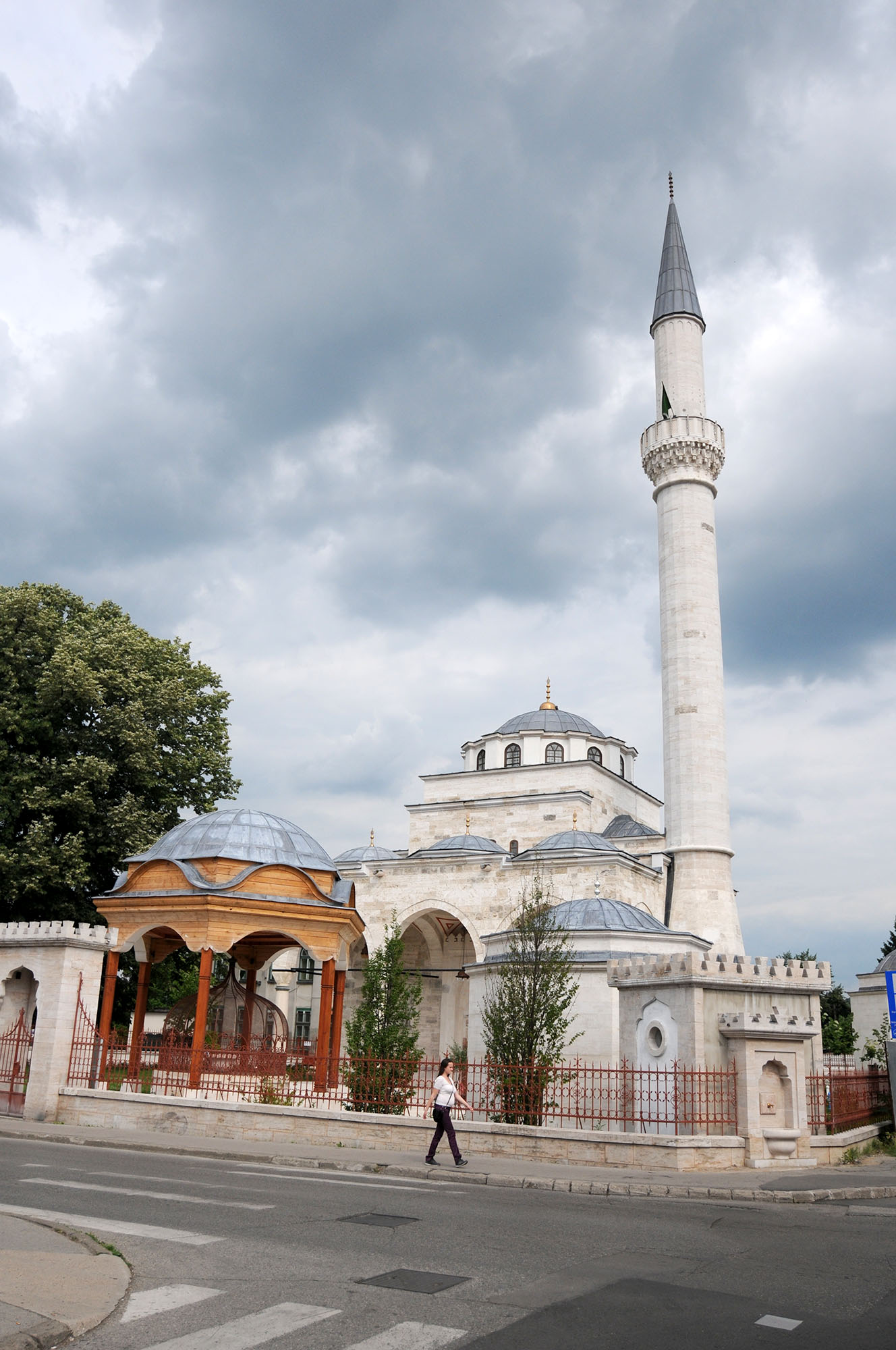
Ferhadija-Moschee (1579): Eine der ältesten Moscheen Bosniens und Europas

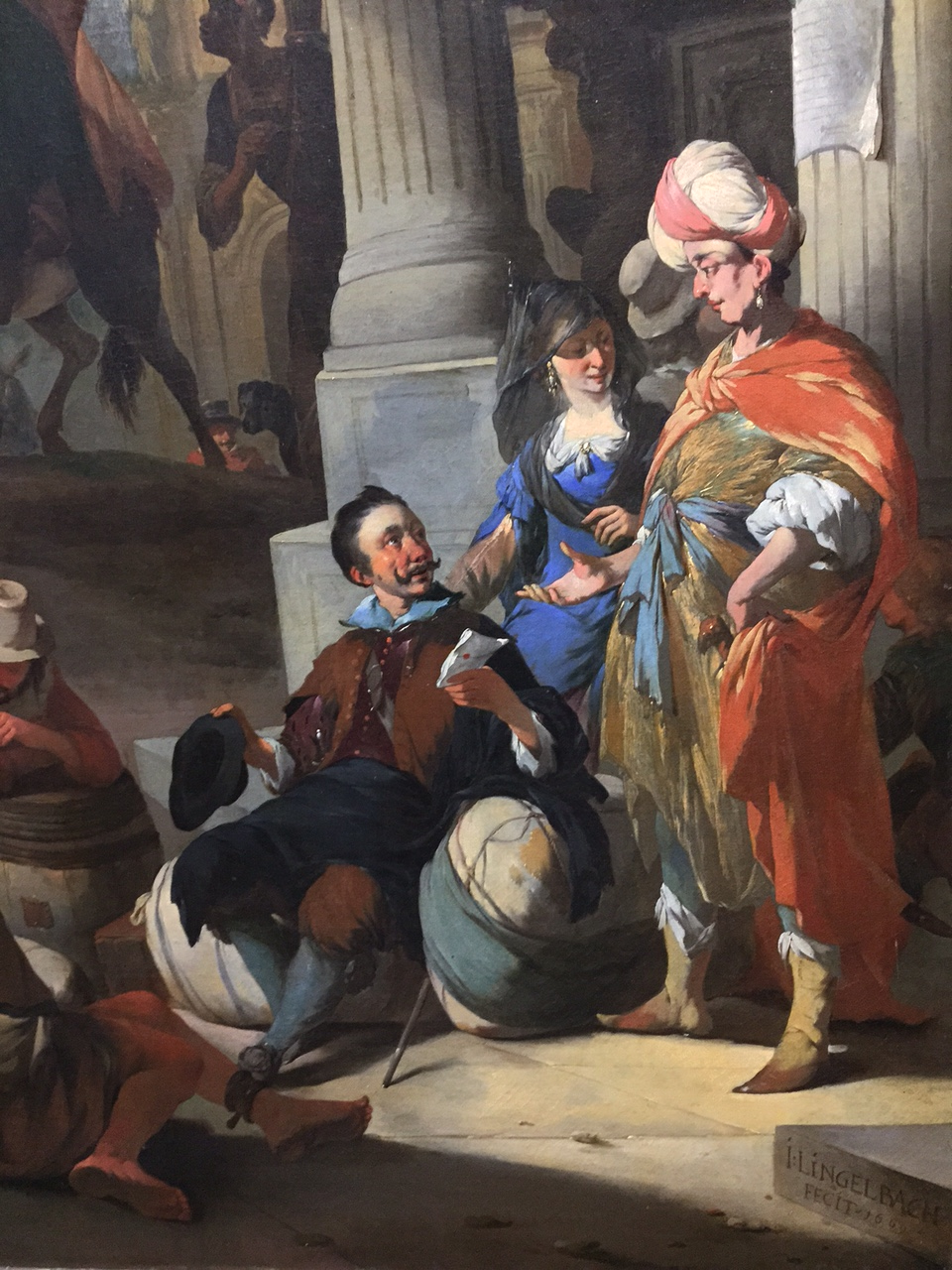
Johann Lingelbach, Mediterrane Hafenszene (Detail), 1669, Städelsches Kunstinstitut

Dieser Artikel behandelt die Geschichte und heutige Lage des Islams in Europa. Viele christlich geprägte europäische Länder und die Islamische Welt teilen eine über dreizehnhundertjährige gemeinsame Geschichte. Über viele Jahrhunderte standen Regionen unter muslimischer Herrschaft, die geografisch zum europäischen Kontinent gehören. Hierzu zählen beispielsweise Sizilien oder große Teile des heutigen Portugal und Spaniens, das arabische al-Andalus. Istanbul, die Hauptstadt des Osmanischen Reichs, liegt auf zwei Kontinenten, Europa und Asien. Rumelien, der europäische Teil des Osmanischen Reichs, stand bis zum Ende des 19. Jahrhunderts unter osmanischer Herrschaft. Bosnien-Herzegowina, der Kosovo und Albanien sind seit Jahrhunderten muslimisch geprägt.
Die gemeinsame Geschichte ist von kriegerischen Auseinandersetzungen, aber auch von intensivem Handel, diplomatischem und kulturellem Austausch geprägt. In ihrem Verlauf wuchs das beiderseitige Wissen über die jeweils „andere“ Kultur. Verbindungen zur eigenen Identität und Erfahrungswelt wurden hergestellt und fanden in erinnerungsstiftenden Ritualen Ausdruck, wobei im Blick der heutigen Forschung das hieraus entstandene „Bild des Anderen“ sich oftmals als Stereotyp erweist und im Hinblick auf die eigene kulturelle Identität konstruiert erscheint.
Mit der Zuwanderung von Muslimen aus Vorderasien und Nordafrika nach Europa seit den 1950er Jahren sind in vielen westeuropäischen Ländern zahlenstarke muslimische Minderheiten entstanden. Die nationalen Integrationsdebatten unterliegen seit den 80er Jahren des letzten Jahrhunderts einer starken Fokussierung auf Muslime.

## Geschichte
Im Verlauf der Geschichte Europas und der islamischen Welt kam es zu verschiedenartigen, bald gewaltsamen, bald auch friedlichen Kontakten, die die Vorstellungen in beiden Regionen voneinander in unterschiedlicher Weise prägten. Zeiten relativ friedlichen Zusammenlebens, für die symbolisch der Hof des Stauferkaisers Friedrich II. oder das jahrhundertelange Zusammenleben von Christen, Juden und Muslimen im muslimisch beherrschten al-Andalus stehen, wechselten sich mit Epochen kriegerischer Auseinandersetzung ab. Diese Konflikte scheinen sich dem „kollektiven Gedächtnis“ Westeuropas eingeprägt und damit Symbolcharakter angenommen zu haben, darunter die Eroberung von Konstantinopel (1453) und die darauf folgende Umwidmung der Hagia Sophia – der Krönungskirche der byzantinischen Kaiser – in eine Moschee oder die Siege in der Seeschlacht von Lepanto und der Schlacht am Kahlenberg.

Karten zur Geschichte des Islams in Europa
Islamische Expansion bis zum Ende der Umayyadendynastie
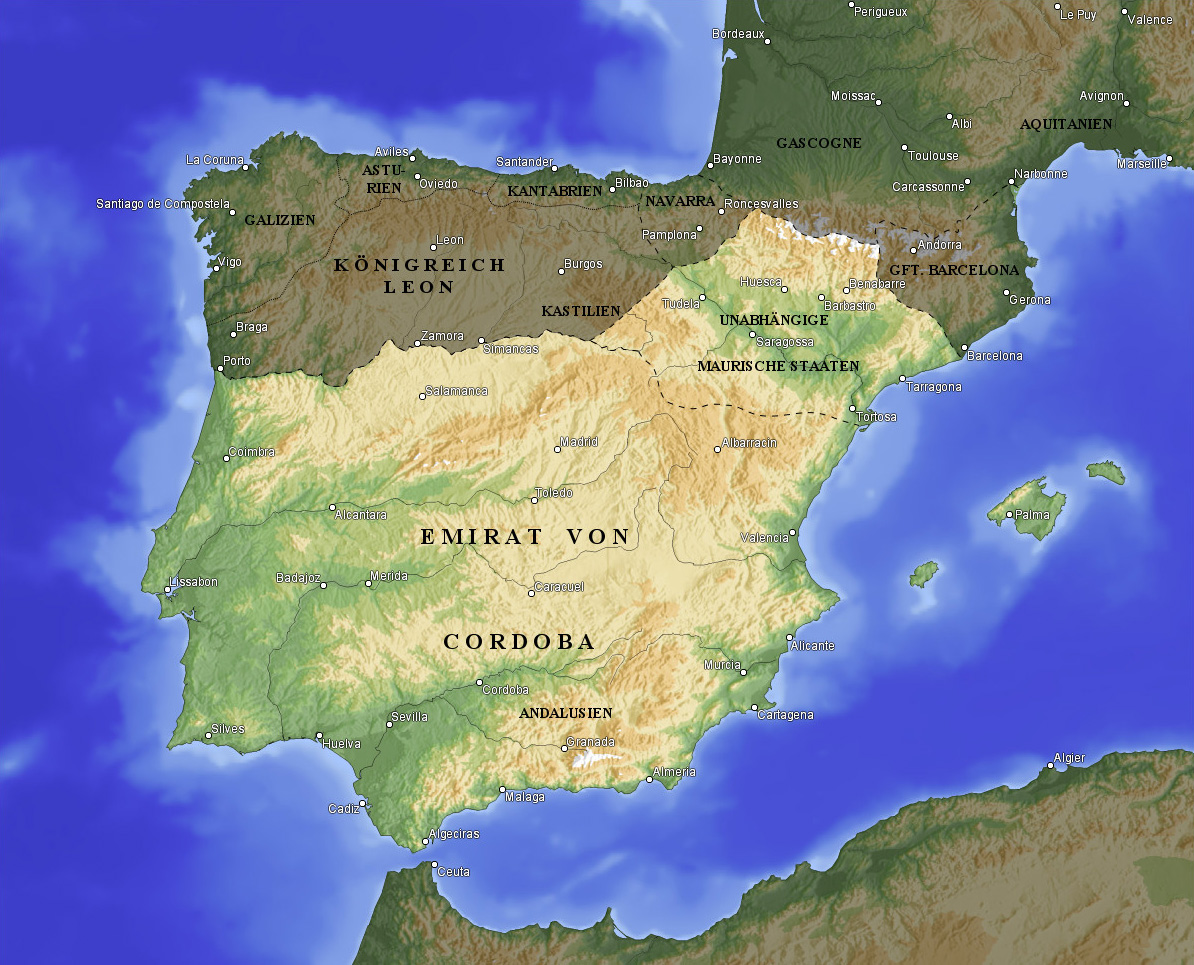
al-Andalus um 910
Das Osmanische Reich mit den Eroberungen Süleymans, 16. Jahrhundert
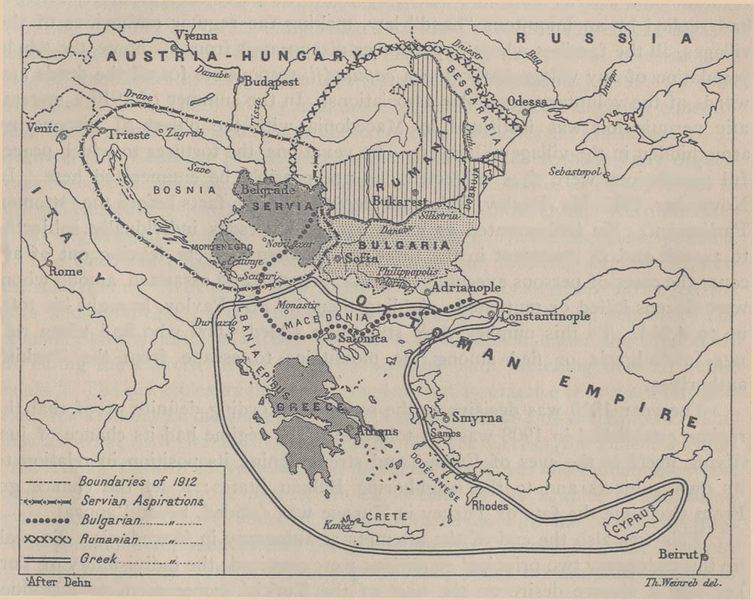
Politische Einflusssphären auf dem Balkan, 1912

### Frühes Mittelalter
Die Hedschra im September 622 markiert den Beginn der islamischen Zeitrechnung. Schon wenige Jahrzehnte später errangen islamisch-arabische Heere entscheidende Siege über das Byzantinische Reich und die persischen Sassaniden. Die Aneignung und Umformung der Kulturen der eroberten Gebiete, auch der zu dieser Zeit schon christlich geprägten Kultur der Antike, führte zu einer frühen Blütezeit der Islamischen Kultur, die in der Folgezeit wiederum ins christliche Europa ausstrahlte. Die Werke islamischer Wissenschaftler – deren Namen man sich in Europa häufig in latinisierter Form aneignete – blieben bis ins 16. Jahrhundert hinein Standardwerke der europäischen Wissenschaft.

#### al-Andalus
Am 30. April 711 landete ein Heer aus Arabern und Berbern unter dem Feldherrn des Umayyaden-Kalifen Al-Walid I., Tariq ibn Ziyad, in Gibraltar. In der Schlacht am Río Guadalete besiegte Ibn Ziyad ein westgotisches Heer unter König Roderich. In einem siebenjährigen Feldzug wurde der größte Teil der Iberischen Halbinsel erobert. Aber schon 718 erlangte der Westgote Pelayo in Nordspanien die Unabhängigkeit und errichtete das christliche Königreich Asturien. In den folgenden Jahren überquerten muslimische Truppen die Pyrenäen, besetzten Teile von Südfrankreich und führten dort Raubzüge (arabisch غزوة ghazwa ‚Kriegszug, Raubzug, Angriffsschlacht‘) aus. 732 wurden sie von den Franken unter Karl Martell in der Schlacht von Tours besiegt, konnten aber ihre Herrschaft auf dem größten Teil der iberischen Halbinsel dauerhaft etablieren.
755 landete der umayyadische Prinz Abd ar-Rahman ibn Mu'awiya mit Berbertruppen in Almuñécar in Andalusien. Er war auf der Flucht vor den Abbasiden, die 750 ihre umayyadische Vorgängerdynastie gestürzt hatten. Im Mai 756 stürzte er den abbasidischen Statthalter von Al-Andalus Yusuf al-Fihri in Córdoba. Mit seiner Erhebung zum Emir (756–788) begann die politische Organisation des westumayyadischen Reichs in Spanien. Abd ar-Rahman gründete die Markgrafschaften Saragossa, Toledo und Mérida, um die Grenze gegen die christlichen Reiche in Nordspanien zu sichern. Die Iberische Halbinsel wurde unter dem Namen al-Andalus Teil des Westumayyadenreichs. Von Nordspanien aus weitete sich bereits im Frühmittelalter das Herrschaftsgebiet der christlichen Königreiche im Zuge der Reconquista während der folgenden Jahrhunderte wieder aus.

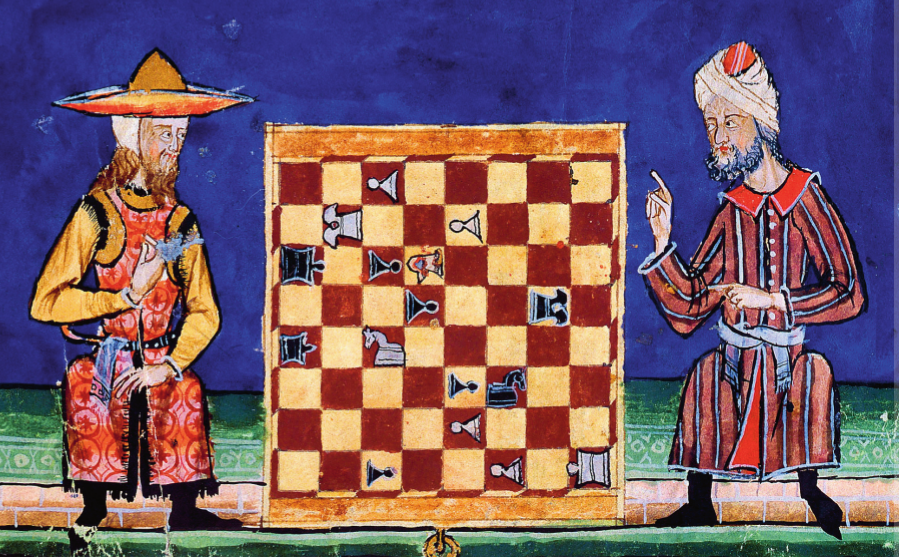
Jude und Muslim beim Schachspiel, aus dem Libro de los Juegos Alfons X. von Kastilien, 13. Jahrhundert (Madrid, Bibliothek des Escorial)

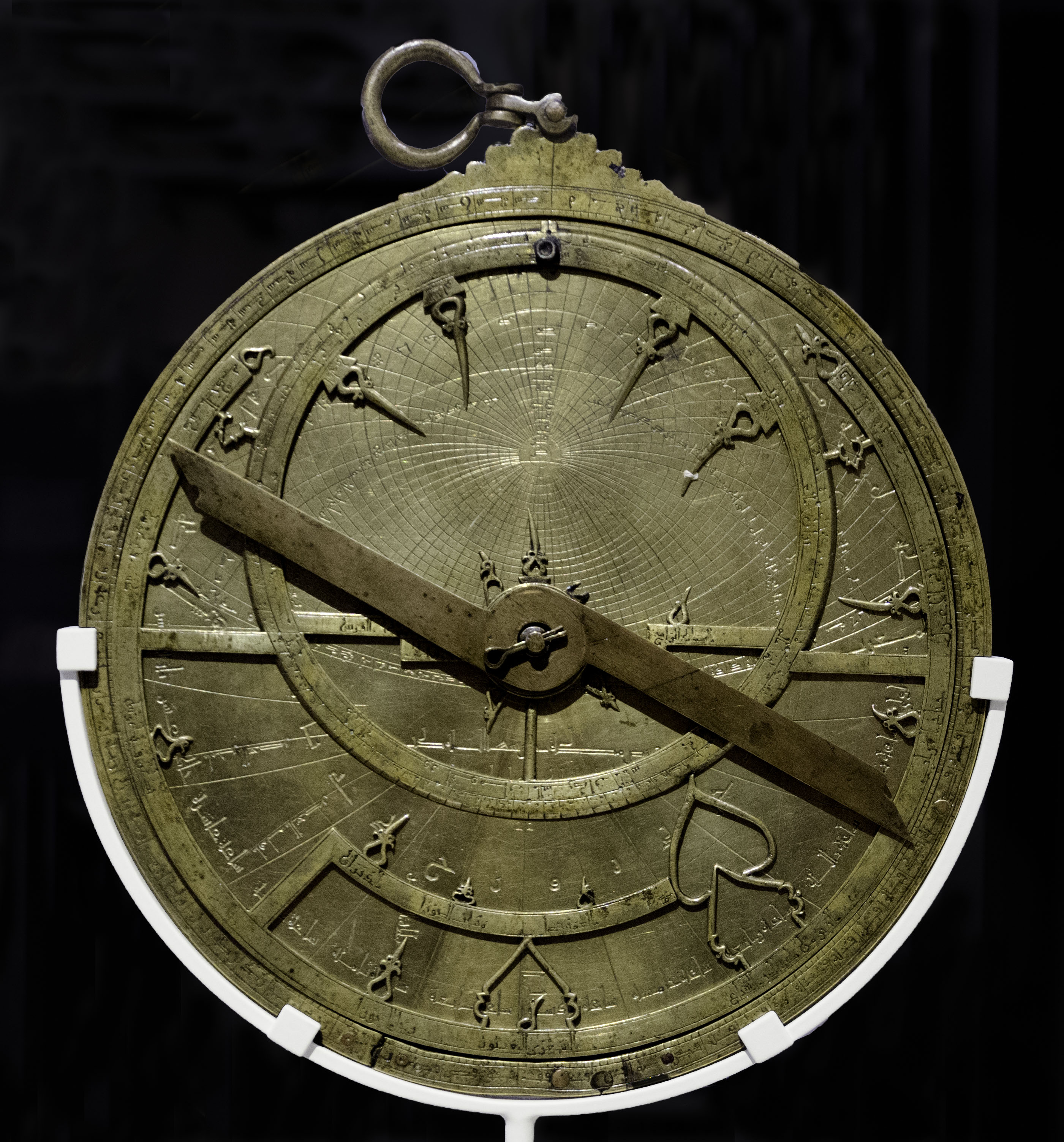
Planisphärisches „Astrolabium des al-Sahlî“, datiert 1067 (Museo Arqueológico Nacional de España)

Al-Andalus blieb bis 1492 unter muslimischer Herrschaft, zunächst als Provinz des Umayyaden-Kalifats (711–750), von 756 bis 929 als Emirat von Córdoba, 929 bis 1031 als Kalifat von Córdoba. Nach 1031 wurde das Gebiet von einer Gruppe von Taifa- oder „Nachfolger“-Königreichen beherrscht, danach von den maghrebinischen Dynastien der Almoraviden und Almohaden; schließlich zerfiel es wiederum in Taifa-Königreiche. Während langer Perioden, vor allem zur Zeit des Kalifats von Córdoba, war al-Andalus ein Zentrum der Gelehrsamkeit. Córdoba wurde ein führendes kulturelles und wirtschaftliches Zentrum sowohl des Mittelmeerraums als auch der islamischen Welt. Nichtmuslime, die einer der Schriftreligionen angehörten, zählten nach islamischem Recht zu den „Schutzbefohlenen“ (Dhimma). Die Regierungszeit Abd ar-Rahmans III. und seines Sohnes al-Hakam II. zeichnet sich durch eine, für damalige Zeit, besonders ausgeprägte religiöse Toleranz aus. Vor allem die jüdische Bevölkerung gelangte durch Wissenschaft, Handel und Gewerbe zu Wohlstand. Jüdische Kaufleute (Radhaniten) vermittelten den Handel zwischen dem christlichen Europa und der islamischen Welt. Das südliche Iberien war in dieser Zeit Asyl für die unterdrückten Juden anderer Länder. Einer der bedeutendsten jüdischen Gelehrten dieses „Goldenen Zeitalters der jüdischen Kultur in al-Andalus“ war der 1135 oder 1138 in Córdoba geborene Moses Maimonides. Andererseits wurden im 9. Jahrhundert in Córdoba 48 Christen wegen religiöser Vergehen gegen den Islam hingerichtet. Als „Märtyrer von Córdoba“ fanden sie gelegentlich Nachahmer. In jüngerer Zeit richtet sich das Interesse der Forschung zunehmend auf das multikulturelle Zusammenleben in al-Andalus.

#### Grenzen der islamischen Expansion in Europa
Ins „kollektive Gedächtnis“ Westeuropas ging die Schlacht von Tours und Poitiers im Oktober 732 als epochaler Wendepunkt und Ende der islamischen Expansion im Westen Europas ein. Diese Bedeutung wurde der Schlacht jedoch erst Ende des 18. Jahrhunderts durch Edward Gibbon in seinem Werk The History of the Decline and Fall of the Roman Empire (1788) zugeschrieben. In mittelalterlichen Chroniken des 11. Jahrhunderts, beispielsweise von Marianus Scottus und Frutolf von Michelsberg, wurde die Schlacht nicht erwähnt. In Wahrheit scheint die arabische Niederlage vor Konstantinopel im Jahr 718 der islamischen Expansion nach Europa weitaus nachdrücklicher Einhalt geboten zu haben. Byzanz musste sich jahrhundertelang koordinierter und organisierter Angriffe arabischer Heere und Flotten erwehren, die in kurzen Abständen aufeinander folgten. Erst die Niederlagen des byzantinischen Reiches in den Schlachten bei Manzikert (1071) und Myriokephalon (1176) ermöglichten die Besiedelung Kleinasiens durch die turkstämmigen Oghusen und die Errichtung des Sultanats der Rum-Seldschuken.
Während die Muslime schon kurz nach der islamischen Expansion begonnen hatten, griechische und lateinische Autoren der Spätantike in die arabische Sprache zu übersetzen und mit Hilfe eigener Ideen weiterzuentwickeln, standen christliche Autoren wie Hieronymus der „heidnischen“ Philosophie beispielsweise des Aristoteles ablehnend gegenüber. Nur für kurze Zeit, während der karolingischen Renaissance, wurden philosophische Werke der griechisch-römischen Antike in Europa von Gelehrten wie Alkuin diskutiert. Insgesamt machte das philosophische und wissenschaftliche Denken in Westeuropa – im Gegensatz zur islamischen Wissenschaft dieser Zeit – kaum Fortschritte.

### Europäisches Hochmittelalter
Der expandierende Islam wurde in Europa zunächst nur als militärische Bedrohung wahrgenommen. Im 9. Jahrhundert berichtete Erchempert von Montecassino von einem heimtückischen Angriff sarazenischer Söldner auf die Stadt Bari. Die „von Natur aus klügeren und im Üblen gewandteren“ Sarazenen nutzten ihre Kenntnis der Befestigungsanlagen zu einem nächtlichen Überfall, bei und nach dem die „schlafenden Christen ermordet oder in die Sklaverei verkauft wurden“. Nach Edward Said (2003) symbolisierte der Kontakt mit dem Islam in Europa zu Beginn „Terror, Verwüstung, das Dämonische, Horden verhasster Barbaren“, dem nur mit „Angst und einer Art von Ehrfurcht“ begegnet werden konnte.

#### Kreuzzüge

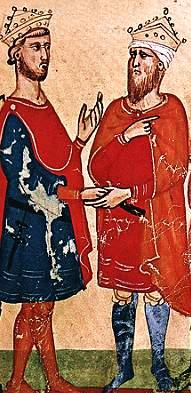
Friedrich II. (li.) schließt 1229 Frieden mit dem ägyptischen Sultan Al-Kamil, Buchillustration, um 1345 (Vatikanische Apostolische Bibliothek, Rom)

Im Jahr 1095 bat der byzantinische Kaiser Alexios I. Komnenos Papst Urban II. um Unterstützung zur Rückeroberung des kleinasiatischen Reichsgebiets. Am 27. November 1095 rief der Papst auf der Synode von Clermont zum Kreuzzug in das „Heilige Land“ auf. Das im Anschluss an den Ersten Kreuzzug gegründete Königreich Jerusalem und andere kleinere Kreuzfahrerstaaten spielten während der folgenden 90 Jahre eine Rolle in der komplizierten Politik der Levante. Nach dem Ende der Fatimidenherrschaft im Jahr 1169 sahen sich die Kreuzfahrerstaaten zunehmend dem Druck Saladins ausgesetzt, der bis 1187 einen Großteil der Region zurückerobern konnte. Bald traten wirtschaftliche Beweggründe und Motive innereuropäischer Politik hinzu: Wirtschaftliche Interessen der Republik Venedig führten dazu, dass im Vierten Kreuzzug 1204 die byzantinische Hauptstadt Konstantinopel von Kreuzfahrern erobert und geplündert wurde.
Nach heutigem Verständnis übten die Kreuzzüge, die letztlich nur einen kleinen Teil der islamischen Welt direkt betrafen, eine vergleichsweise geringe Wirkung auf die islamische Kultur aus, erschütterten aber nachhaltig das Verhältnis zwischen den christlichen Gesellschaften Westeuropas und der islamischen Welt. Umgekehrt brachten sie aber zum ersten Mal in der Geschichte Europäer in engeren Kontakt mit der hoch entwickelten Islamischen Kultur.

#### „Renaissance“ des 12. Jahrhunderts
Im späten 11. Jahrhundert waren die zuvor von muslimischen Arabern beherrschten Gebiete des Taifa-Königreichs von Toledo (1085) sowie Sizilien von christlichen Herrschern erobert worden. Die in den neu eroberten Regionen verbliebenen arabischen Gelehrten, eine noch zu großen Teilen Arabisch und Griechisch sprechende Bevölkerung und die neue christliche Herrschaft boten einen besseren Zugang und günstige Ausgangsbedingungen für die Arbeit der lateinisch schreibenden europäischen Gelehrten. Sie lernten wissenschaftliche und literarische Werke der arabischen Literatur kennen. Eine rege Übersetzertätigkeit setzte ein; die Mehrsprachigkeit der Bevölkerung erleichterte die Arbeit. Auf Sizilien, das lange Teil des römischen Reiches war, konnten griechische Werke direkt ins Lateinische übertragen werden. Das spanische Toledo, das als Teil von al-Andalus seit 711 unter arabischer Herrschaft gestanden hatte, bot ideale Bedingungen für Übersetzungen aus dem Arabischen. Die ins Lateinische übertragenen Werke griechischer und islamischer Wissenschaftler, Ärzte und Philosophen übten entscheidenden Einfluss auf die Entwicklung der Kultur Westeuropas aus. Von besonderer Bedeutung war hierbei die Übersetzerschule von Toledo. Im 12. Jahrhundert trug die Aneignung von Erkenntnissen aus der islamischen Wissenschaft entscheidend zur so genannten „hochmittelalterlichen Renaissance“ bei.
1142 beauftragte Petrus Venerabilis, Abt von Cluny Robert von Ketton, den getauften jüdischen Gelehrten Petrus Alfonsi und den Mönch Hermann von Carinthia mit der ersten lateinischen Koranübersetzung, dem Lex Mahumet pseudoprophetae. Mit seinen Werken Summa totius heresis Saracenorum („Summe der Häresien der Sarazenen“) und Liber contra sectam sive heresim Saracenorum („Gegen die Sekte oder Häresie der Sarazenen“) verfolgte er das Ziel, den Islam aus seinen Quellen heraus zu widerlegen. Nach Said (2003) wurde der Prophet Mohammed in einem falschen Analogieschluss mit Christus gleichgesetzt und als „Pseudoprophet“ und „Betrüger“ eingeordnet.
Eine differenziertere Einordnung einzelner muslimischer Gelehrter in das europäische Weltbild zeigt sich nach Said (2003) in Dante Alighieris (1265–1321) Göttlicher Komödie: In Canto 28 des Inferno unterliegt Mohammed als Glaubensspalter im neunten Graben ewiger Strafe, während Avicenna, Averroes und Saladin sich nur deshalb zusammen mit vorchristlichen Philosophen im ersten Höllenkreis aufhalten müssen, weil sie die christliche Offenbarung nicht gekannt hatten. Nach Said weist die – historische Zusammenhänge außer Acht lassende – Einordnung darauf hin, dass diese Personen aus einer orientalistischen Sichtweise heraus in ein geschlossenes, schematisches Weltbild eingeordnet seien. Das Interesse gelte ihrer Funktion „auf der Bühne, auf die sie gestellt sind“, und auf der ihr Bild zwischen dem Bekannten, Ähnlichen und dem „orientalisch Fremden“ schwanke.

#### Reconquista
Schon ab dem frühen 8. Jahrhundert stand al-Andalus in Konflikt mit den christlichen Königreichen im Norden, die ihr Herrschaftsgebiet im Rahmen der Reconquista militärisch ausweiteten. Am 2. Januar 1492 übergab der letzte Emir Muhammad XII. die Stadt Granada an die „Katholischen Könige“, womit die muslimische Herrschaft auf der Iberischen Halbinsel ihr Ende fand.
Trotz der bei der Kapitulation von Granada garantierten Religionsfreiheit begann schon nach 1502 die Zwangsbekehrung der Mudéjares durch die Katholische Kirche und die Enteignung der muslimischen religiösen Institutionen. Nach einem Aufstand in Granada um 1499 ordnete die Monarchie die Zwangsbekehrung der Muslime oder deren Deportation an. In der Folgezeit traten zwar viele Muslime, Morisken genannt, zum Christentum über, übten den Islam aber im Geheimen weiter aus und sahen sich der Verfolgung durch die Inquisition ausgesetzt.
Das Alhambra-Edikt vom 31. März 1492 ordnete die Vertreibung der Juden aus Kastilien und Aragón zum 31. Juli 1492 an, sofern sie bis dahin nicht zum Christentum übergetreten waren. Danach wanderten viele sephardische Juden aus Spanien aus, nach 1496/97 auch aus Portugal, und fanden im Osmanischen Reich Zuflucht, wo sie durch ein Dekret Sultan Bayezids II. willkommen geheißen wurden.

#### Elemente und Rituale der kollektiven Erinnerung
In Westeuropa geriet der ayyubidische Sultan Saladin nie in Vergessenheit, kein islamischer Herrscher des Mittelalters ist in Europa bekannter. Troubadoure verbreiteten Lieder vom „edlen Heiden“ und „ritterlichen Gegner“ der Könige Richard I. Löwenherz von England und Friedrich I. Barbarossa. In der islamischen Welt hingegen rückte die Gestalt Saladins erst durch seine positive Bewertung in Europa wieder in das Bewusstsein. Insbesondere die politisch motivierte Orient-Reise des deutschen Kaisers Wilhelm II. im Jahr 1898, bei der er auch das Grab Saladins in Damaskus besuchte, erweckte das Interesse der Muslime.
Eine Reihe von Festen erinnert noch heute an die Reconquista. Schaukämpfe von Mauren und Christen (Moros y Cristianos), bunte Paraden in historischen Kostümen und Feuerwerken, auch die Figur des El Moro bei den Gigantes y Cabezudos stiften als Rituale Erinnerung.

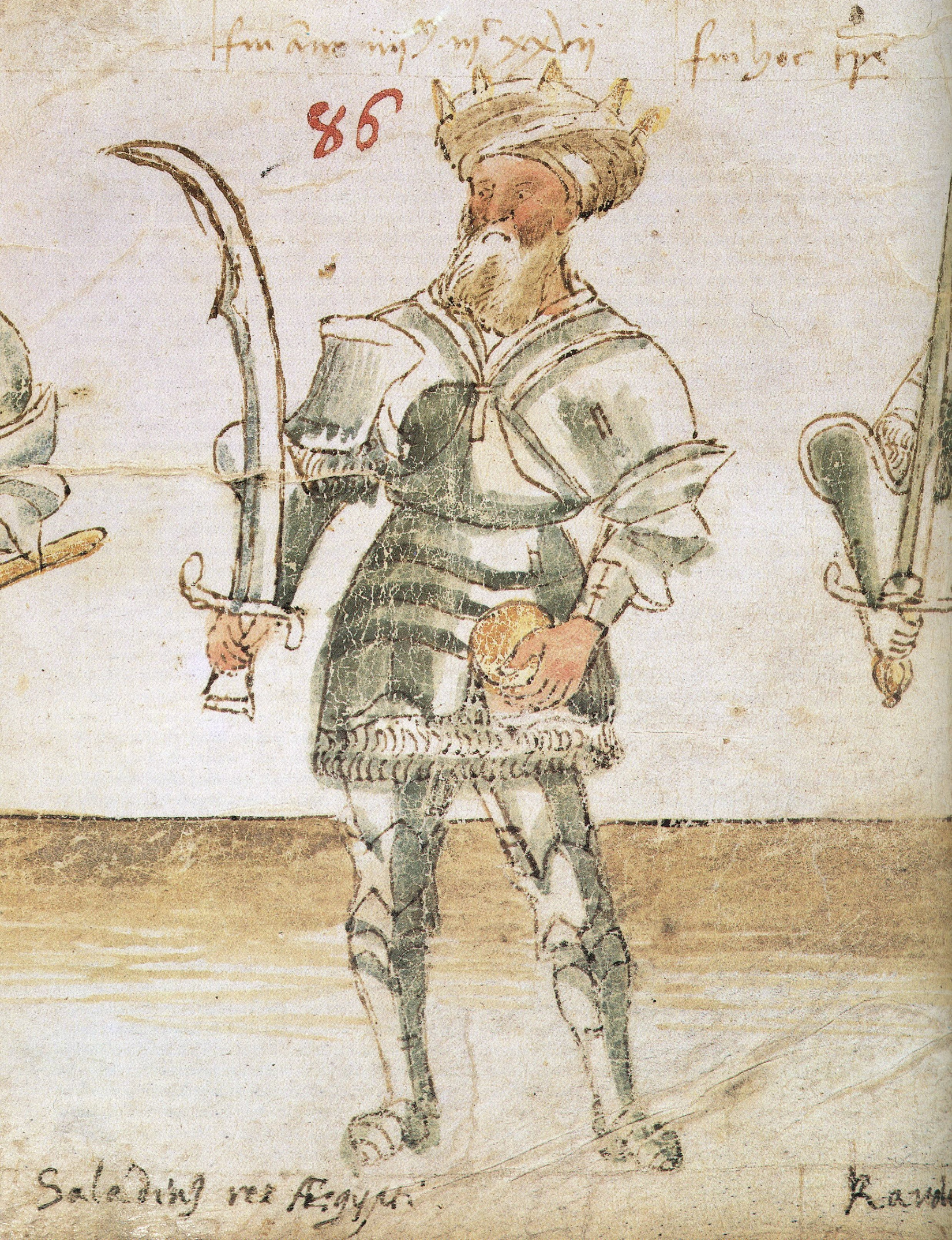
Mitteleuropäische Darstellung Saladins, 15. Jahrhundert
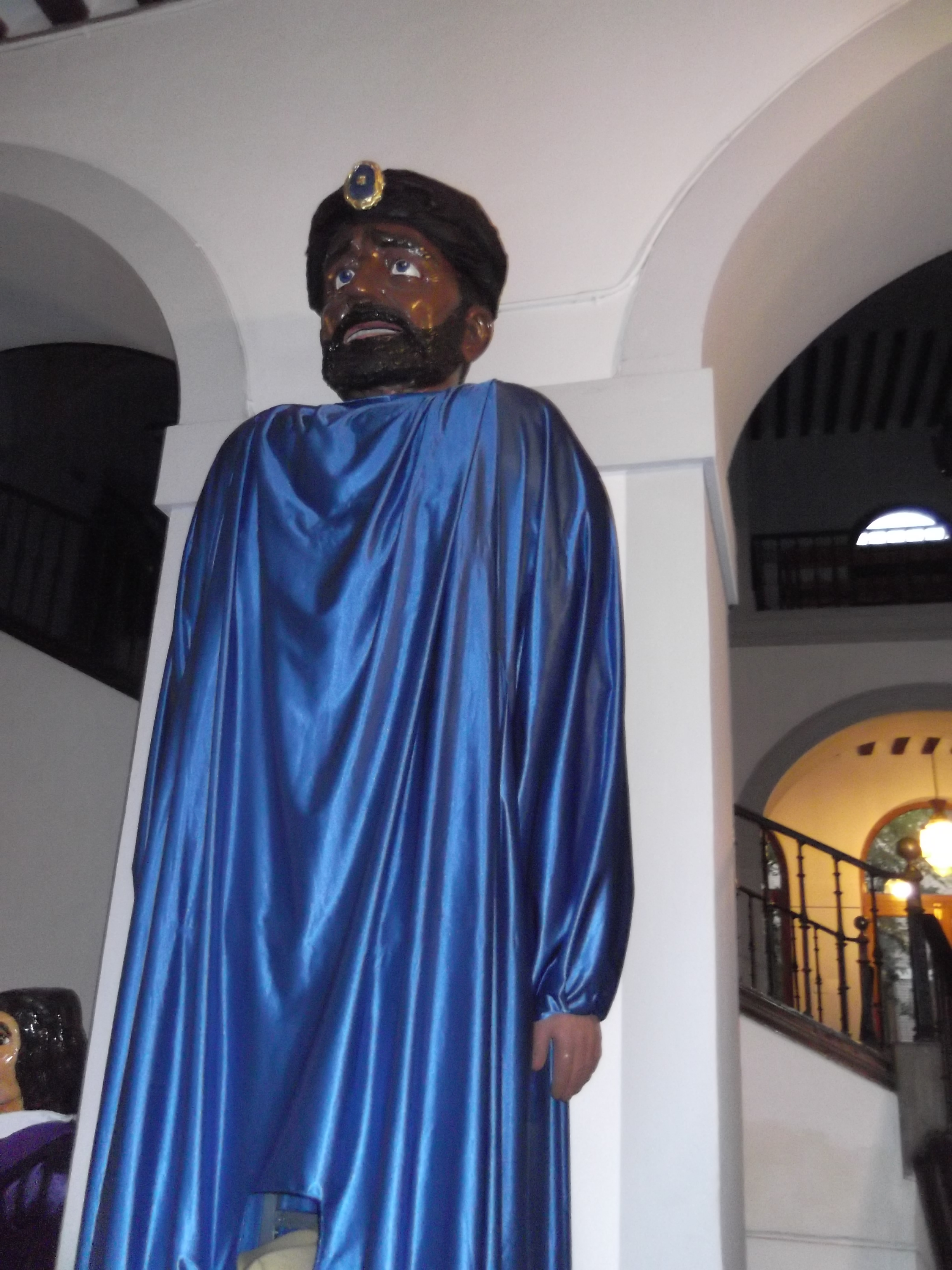
Gigantes y Cabezudos: El Moro
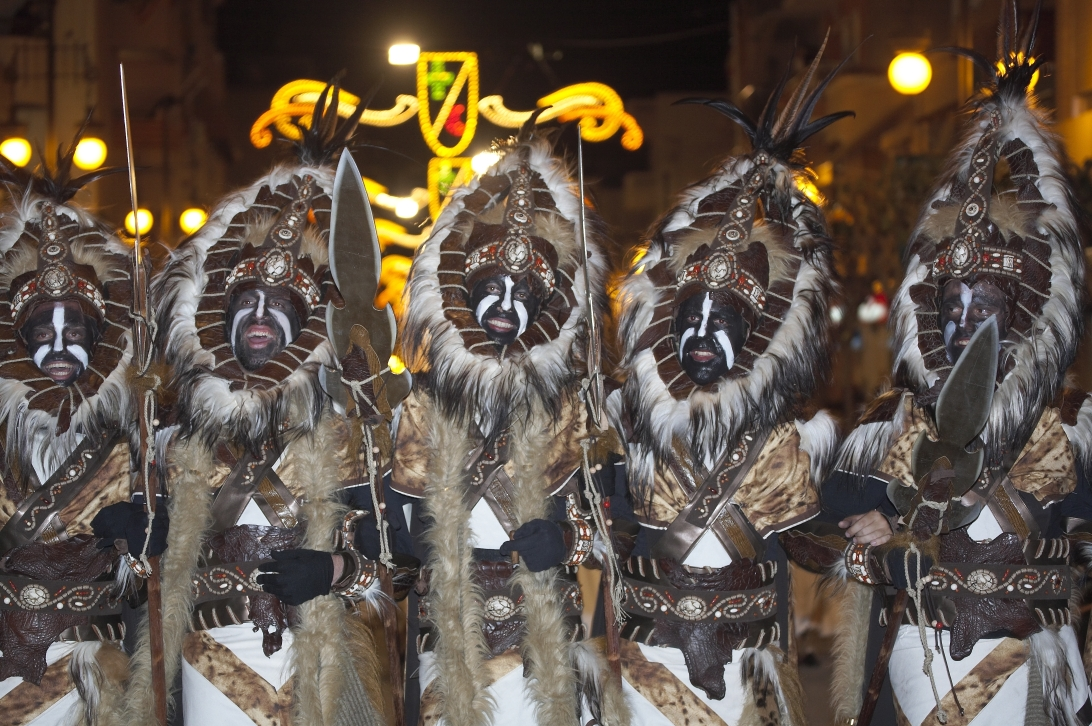
„Moros y Cristianos“: Einzug der Mauren (El Campello, 2006)
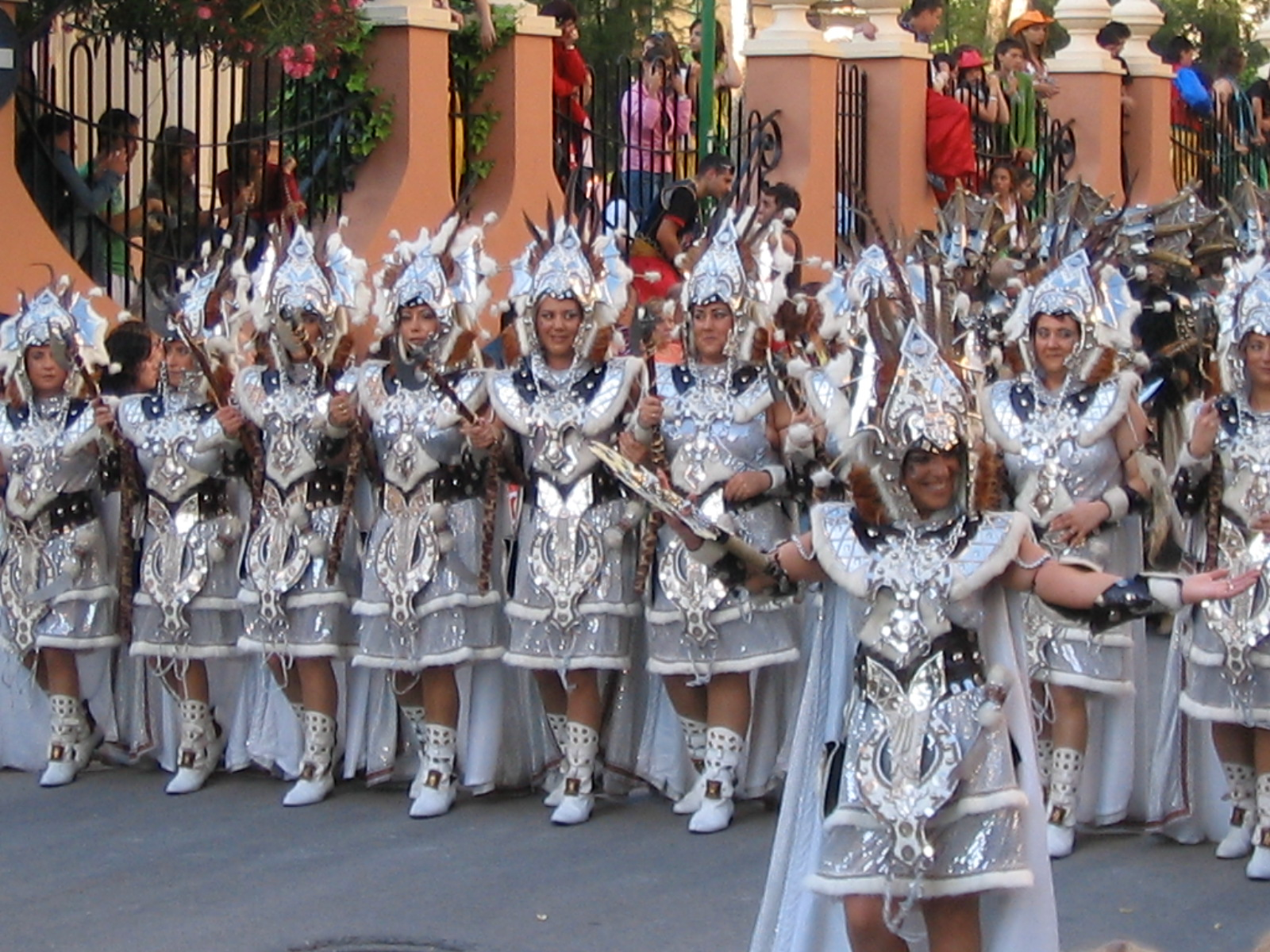
„Moros y Cristianos“: Reihen der Christen (Elda, 2006)

### Renaissance: Westeuropa und das Osmanische Reich
Während sich das christliche Westeuropa von der Zeit der Kreuzzüge an bis ins 13. Jahrhundert hinein mit der von arabischen Völkern getragenen Expansion auseinandersetzen musste, tritt ab der Mitte des 14. Jahrhunderts das Osmanische Reich als islamische Großmacht in die Weltgeschichte ein. Zu Beginn der intensiveren Kontakte richtete sich die Aufmerksamkeit hauptsächlich auf die militärischen Fähigkeiten der Muslime, wohingegen Einzelheiten des sozialen und wirtschaftlichen Lebens weitgehend unbekannt blieben. Dies änderte sich erst ab dem 15. Jahrhundert, als mit dem Zeitalter der Entdeckungen und der westeuropäischen Renaissance einerseits ein größeres Interesse der westeuropäischen Öffentlichkeit an fremden Ländern aufkam, andererseits in dieser Epoche die Expansion des Osmanischen Reiches nach Zentraleuropa hin ihren Höhepunkt fand.
Die Eroberung von Konstantinopel (1453) markiert historisch den Beginn einer Epoche der beiderseitigen Beziehungen, die ihren vorläufigen Abschluss 1606 mit dem Frieden von Zsitvatorok fand. Dieser Vertrag zwischen dem Römischen Kaiser Rudolf II. und Sultan Ahmed I. beendete 1606 den Langen Türkenkrieg zwischen dem Habsburgerreich und dem Osmanischen Reich und band dieses endgültig in die politische Struktur der europäischen Großmächte ein. Beide Reiche wandten sich anderen Konflikten zu; Europa versank im Dreißigjährigen Krieg, die Osmanen widmeten sich der Bekämpfung von Aufständen in den Ostgebieten Kleinasiens, den Kriegen gegen Polen und dem dritten Krieg gegen das Perserreich der Safawiden.

#### Erste Kontakte im 14. Jahrhundert
Seit dem frühen 14. Jahrhundert griff das entstehende Osmanische Reich in die lokalen Konflikte der zersplitterten christlich-orthodoxen Herrschaftsgebiete des Balkans ein. 1343 hatte Papst Clemens VI. mit der Bulle „Insurgentibus contra fidem“ erstmals zum Kreuzzug gegen die Türken aufgerufen. Der hochmittelalterlichen Kreuzzugsidee folgend fanden einzelne Kriegszüge statt. Eine europäische Allianz gegen die Türken kam zunächst auf Grund des gleichzeitig stattfindenden Kriegs zwischen England und Frankreich und des Abendländischen Schismas nicht zustande. Osmanische Siege in der Schlacht an der Mariza 1371, 1389 auf dem Amselfeld (Kosovo), die Eroberung Bulgariens durch Sultan Bayezid I. im Sommer 1393 brachte Europa in die unmittelbare Nachbarschaft des Osmanischen Reiches. Ein Kreuzzug unter Beteiligung verschiedener europäischer Länder endete 1396 mit einer vernichtenden Niederlage des christlichen Heeres in der Schlacht von Nikopolis.

#### Europäisch-imperialer Anspruch der Sultane

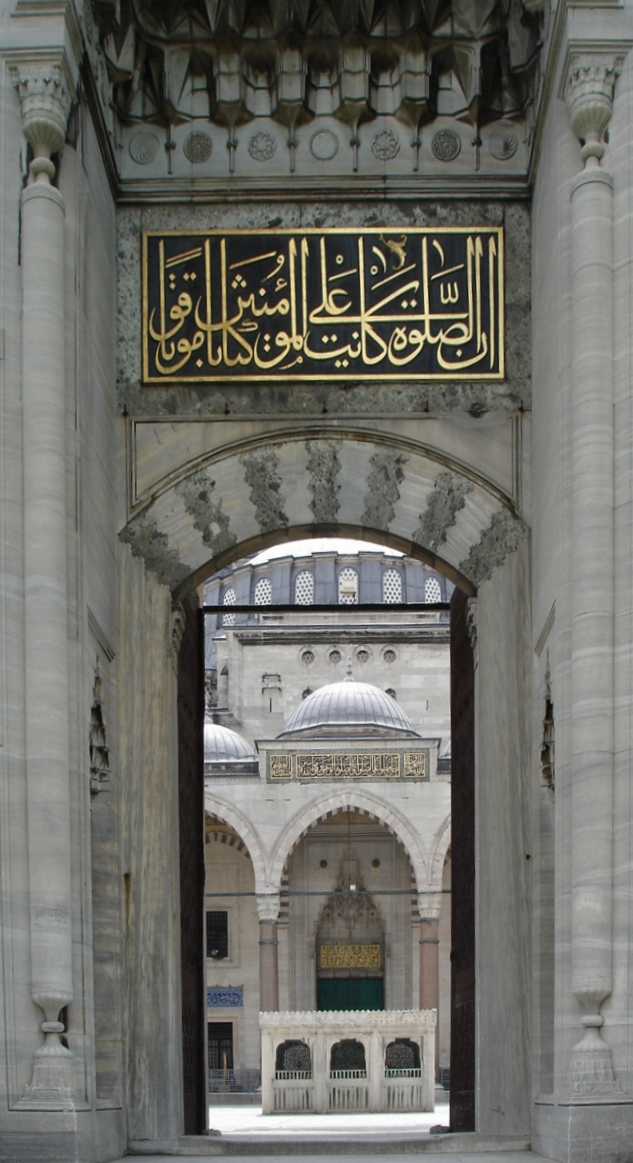
Haupteingang in den Innenhof der Süleymaniye-Moschee, Istanbul, 1550–1557

Nach der Eroberung von Konstantinopel (1453) nahm Sultan Mehmed II. den Titel „Kaiser der Römer“ (قیصر روم / Ḳayṣer-i Rūm) an und stellte sich somit bewusst in die Tradition und Nachfolge des Oströmischen Reiches. Erst 1930 wurde der offizielle Name der Stadt in Istanbul geändert, bis dahin blieb der Name Konstantinopels mit allen europäischen und herrschaftlichen Konnotationen erhalten. In Europa wurde der Fall Konstantinopels als apokalyptische Zeitenwende angesehen. Es war nur noch eine Frage der Zeit, bis das Osmanische Reich eine neue Offensive im Mittelmeer und in Osteuropa beginnen würde, um seinen Herrschaftsanspruch durchzusetzen. Süleyman I. ließ über den Haupteingang der von ihm erbauten Süleymaniye-Moschee folgende Inschrift setzen:

„Eroberer der Länder des Ostens und des Westens mit der Hilfe des Allmächtigen und seiner siegreichen Armee, Herrscher über die Reiche der Welt.“

Hauptziel der europäischen Expansionspolitik Süleymans war das Heilige Römische Reich. Nur durch die Eroberung der Römischen Kaiserkrone konnte er sich als Nachfolger des Römischen Reichs und Herrscher des Westens einsetzen. Er suchte daher die Unterstützung der deutschen protestantischen Fürsten zu gewinnen, die sich im Schmalkaldischen Bund gegen die Religionspolitik des katholischen Kaisers Karl V. verbündet hatten, und schloss ein Bündnis mit dem französischen König François I. Dieser schrieb:

„Ich kann meinen Wunsch nicht leugnen, den Türken mächtig und bereit zum Krieg zu sehen, nicht um seinetwillen, denn er ist ein Ungläubiger und wir sind Christen, sondern um die Macht des Kaisers zu schwächen, ihm hohe Ausgaben aufzuzwingen und alle anderen Regierungen gegen einen so mächtigen Gegner zu stärken.“

#### „Der Türke“ als Erzfeind

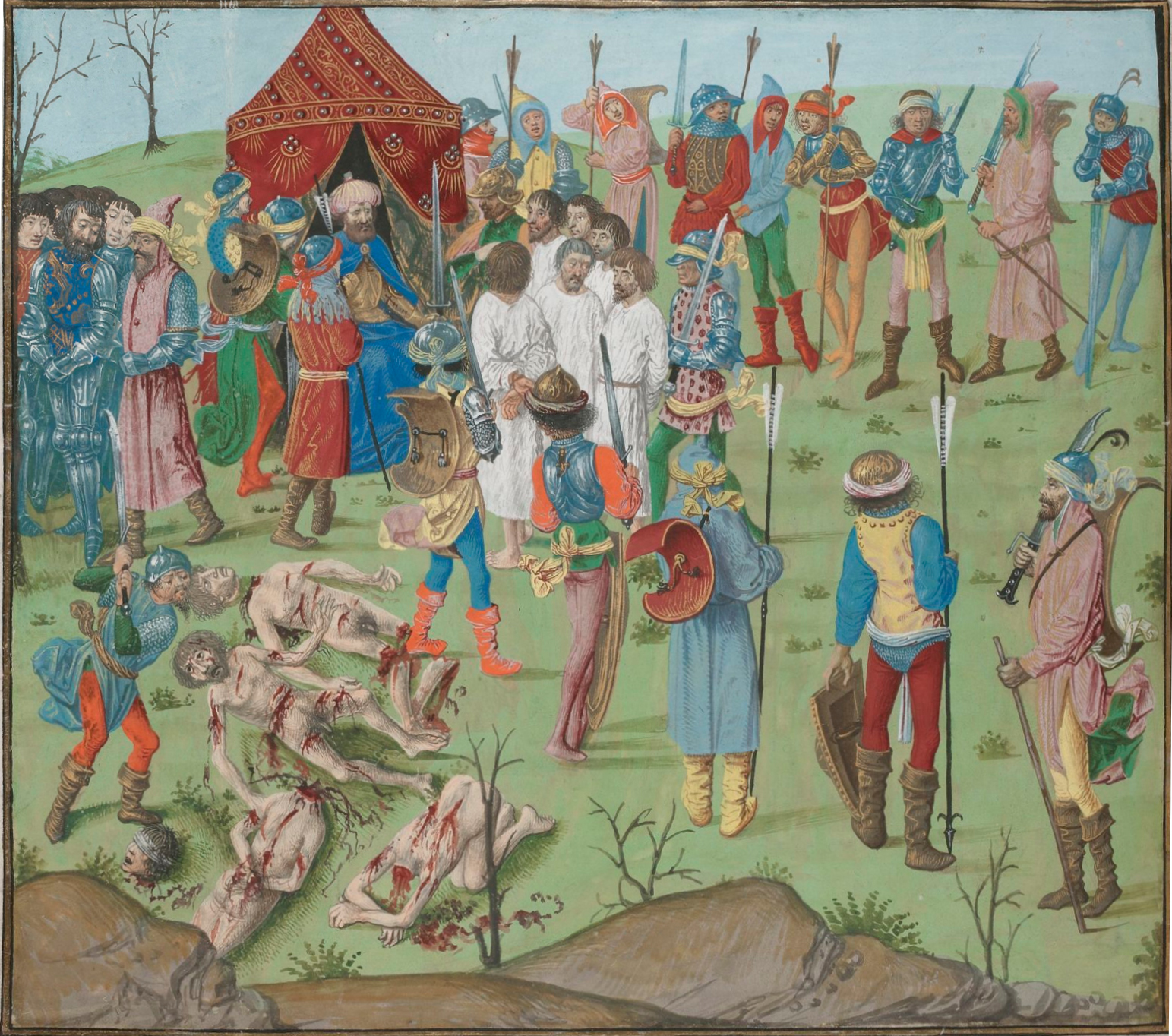
Rache an den Gefangenen nach der Schlacht von Nikopolis, Buchillustration aus der Chronik Jean Froissarts, Handschrift des Ludwig von Brügge, um 1470

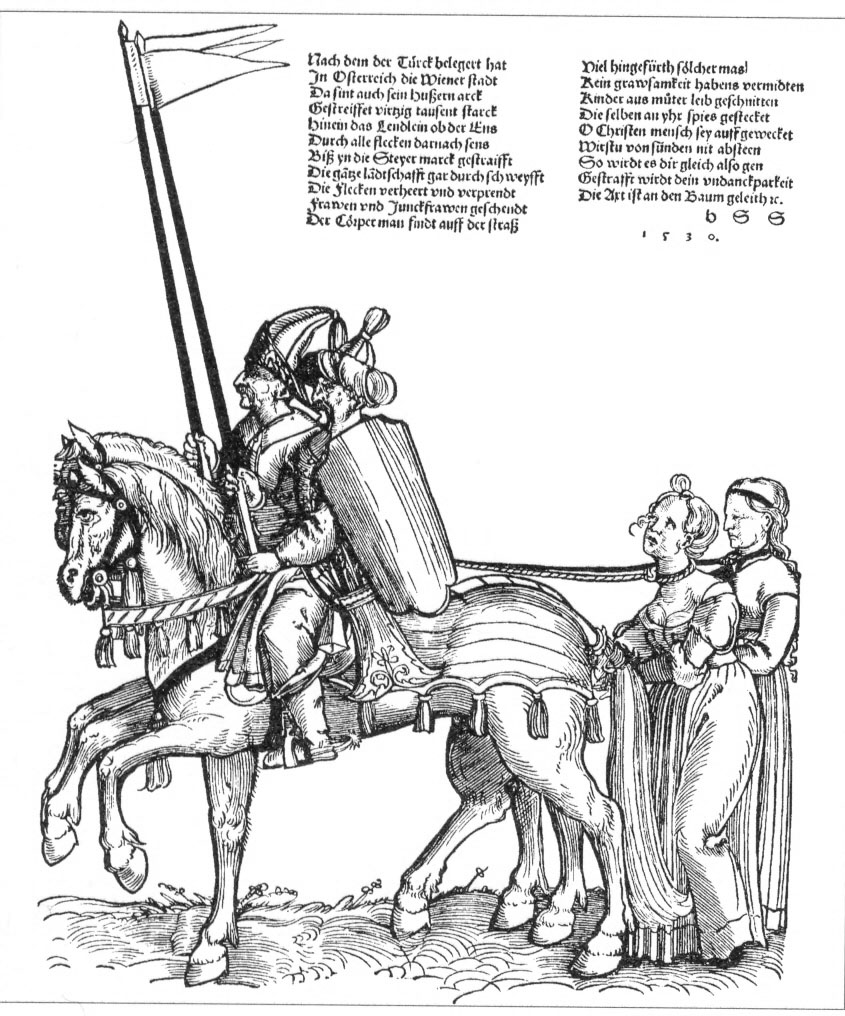
Bewohner Innerösterreichs werden von Osmanen in die Sklaverei entführt, sogenannter „Türkendruck“, 1530

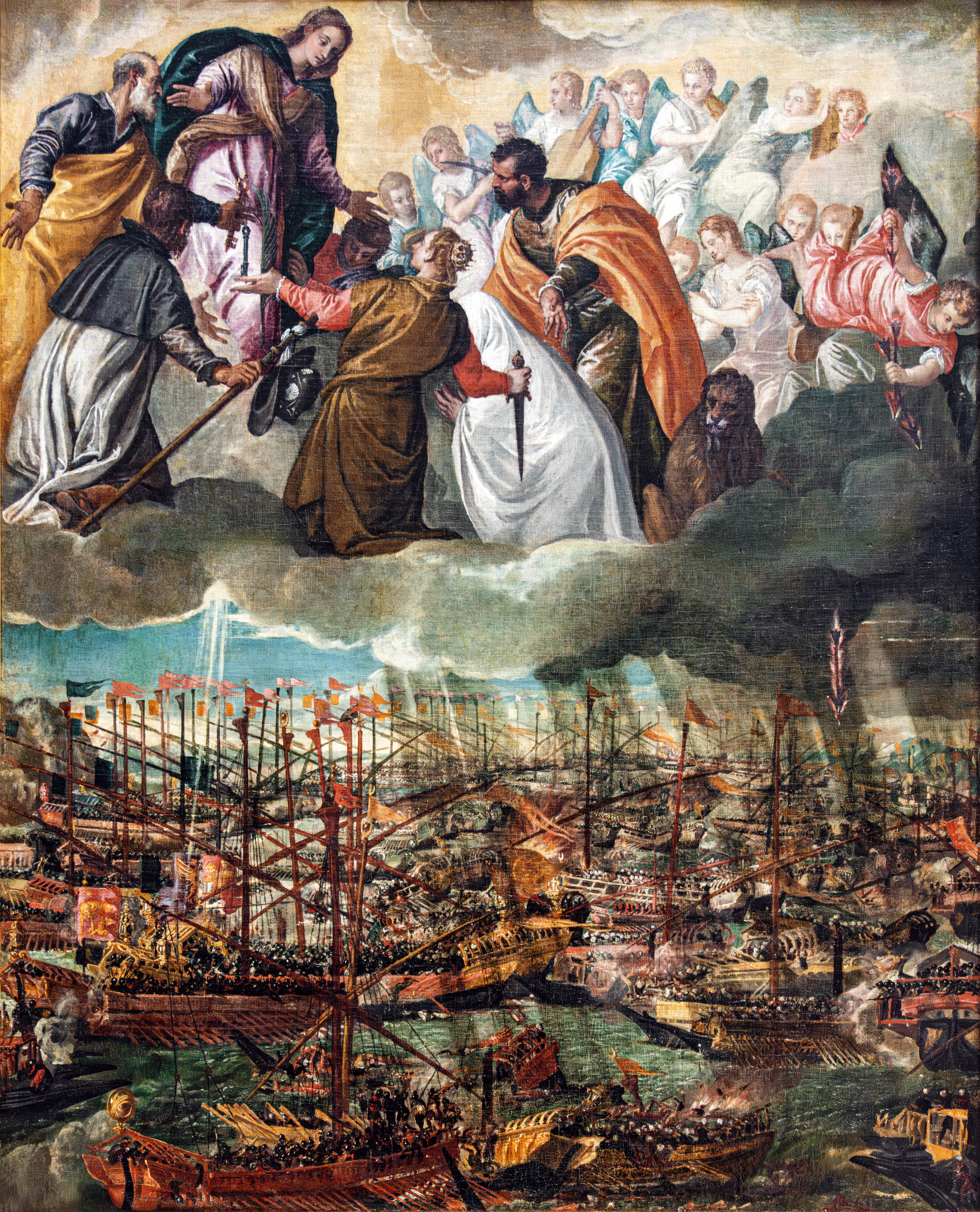
Paolo Veronese: Die Schlacht von Lepanto, 1571. Der Sieg wurde dem Eingreifen Mariens zugeschrieben, das Rosenkranzfest wurde zum Erinnerung stiftenden christlichen Ritual.

Die Schlacht bei Nikopolis und das anschließende Massaker an den christlichen Gefangenen wurden in Europa breit diskutiert. Christliche Chronisten, darunter Jean Froissart und Philippe de Mézières, berichteten von der Schlacht. Johannes Schiltberger war Augenzeuge der Schlacht und berichtete nach seiner Rückkehr aus dreißigjähriger osmanischer Kriegsgefangenschaft von der Schlacht und seinen Reisen durch die islamische Welt. Die europäische Vorstellung von den Osmanen blieb weiterhin wenig differenziert: Froissart beschreibt Bayezid als Polytheisten; die Osmanen werden mit den Sarazenen gleichgesetzt, im osmanischen Heer dienten nach französischen Quellen angeblich Perser, Araber, Syrer, Tataren und Litauer. In der mittelalterlichen Berichterstattung wurden typischerweise alle denkbaren Gegner in das feindliche Heer verortet, wenn nähere Informationen fehlten. Selbst der Name des Sultans blieb unklar, Murad I. und sein Sohn Bayezid wurden zu einer Person verschmolzen: Froissart nennt den Sultan „roy Barach dit L’ Amourath Bacquin“. Die vermittelten Informationen beschränkten sich überwiegend auf die militärischen Fähigkeiten der Osmanen; ihre Religion, Sitten, gesellschaftliche oder wirtschaftliche Ordnung blieben weitgehend unbekannt. Das Bild gestaltete sich ambivalent: einerseits wurde von den europäischen Geschichtsschreibern die Grausamkeit und das Heidentum der „Anderen“ hervorgehoben, andererseits ihre Disziplin, Frömmigkeit und Fleiß betont und den Verfehlungen im christlichen Lager gegenübergestellt.
Die Konflikte zwischen 1453 und 1606 prägten die europäische Wahrnehmung des „grundsätzlich Anderen“. In diese Zeit fallen die großen Konflikte der Reformationszeit innerhalb der christlichen Welt. Sowohl Katholiken als auch Protestanten nutzten das Konstrukt des „Türken“ als „Erzfeind des Christentums“ für ihre sozialen und politischen Ziele. Gleichzeitig intensivierten sich die diplomatischen Beziehungen, der Handel und der künstlerische Austausch, Bildungsreisen besonders von Europäern nach Istanbul und Anatolien kamen in Mode. Insgesamt entstand so neben dem stereotypen Feindbild ein ambivalentes Bild des Osmanenreichs als multi-ethnische Einheit mit differenzierter Sozialstruktur, insbesondere in seinen Randgebieten. Mit dem Sieg in der Schlacht am Kahlenberg, welche 1683 die Zweite Wiener Türkenbelagerung beendete, endete auch die Wahrnehmung einer unmittelbaren Bedrohung durch „die Türken“ in Europa.
Im Gegensatz zur ersten jahrhundertelangen islamischen Herrschaft in Südwesteuropa hatte die zweite im Südosten bleibende Folgen: Die Albaner und Bosniaken blieben auch nach der Rückeroberung mehrheitlich muslimisch, in Ländern wie Griechenland und Bulgarien verblieben türkische Minderheiten.

#### Handel, Diplomatie und transkultureller Austausch
Spätestens seit dem 13. Jahrhundert bestanden intensive Handelsbeziehungen vor allem zwischen der Republik Venedig und dem Osmanischen Reich, die in den erhaltenen Archiven Venedigs dokumentiert sind. Archivquellen aus dem Osmanischen Reich zu den Beziehungen in den Westen stehen erst ab 1453 zur Verfügung und sind erst seit Ende des 20. Jahrhunderts zum Gegenstand intensiverer Forschung geworden. Venedig war der einzige Ort im Europa der Frühmoderne, an dem Europäer Muslimen, besonders Osmanen, in größerer Zahl persönlich begegnen und Handel treiben konnten. Das Interesse der Sultane richtete sich besonders auf den Schutz ihrer Untertanen sowie einzelne Aspekte des Handels, wie die Ausfuhrbeschränkungen für Getreide und Baumwolle aus Kleinasien. Auf militärischem Gebiet zielte das Osmanische Reich auf die Brechung der venezianischen Vorherrschaft im östlichen Mittelmeer, die mit der Eroberung der Mittelmeerstützpunkte Venzianisch-Albanien, Koroni im 15. Jahrhundert, Zypern (1570–73), Kreta (1645–69), der Morea 1715 und dem zweimaligen Angriff auf Korfu auch gelang.

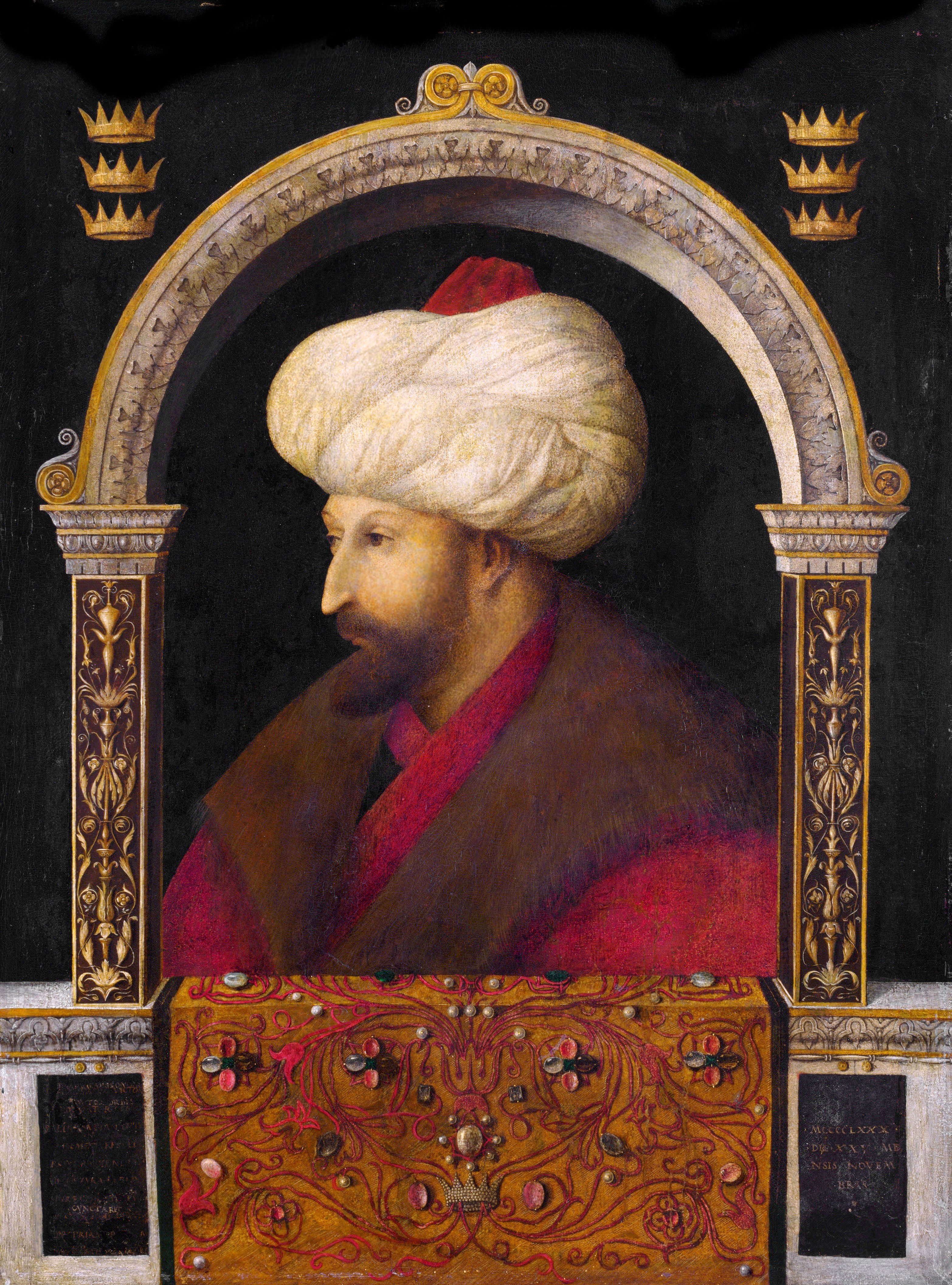
Gentile Bellini: Porträt Mehmeds II., 1480

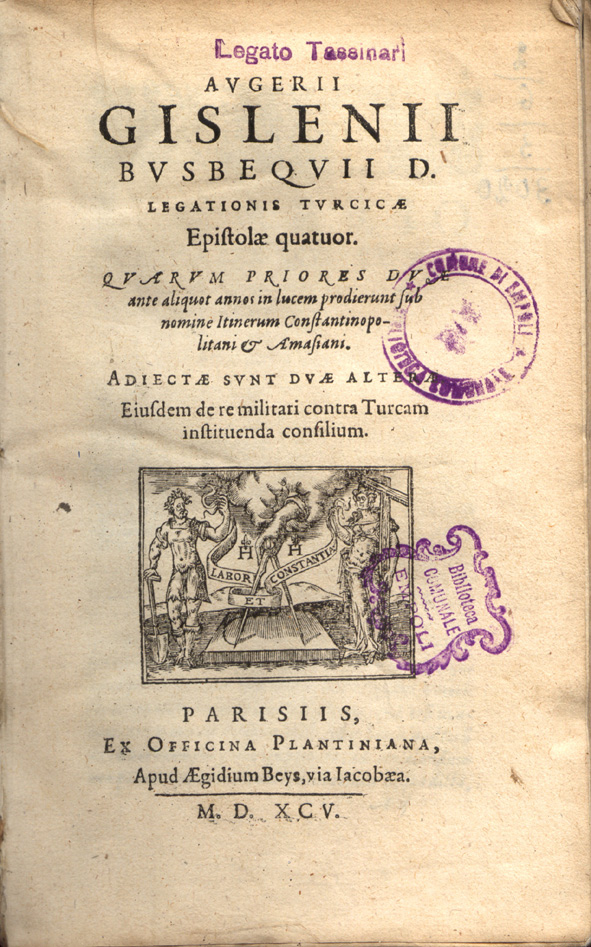
Ogier Ghislain de Busbecq: Titelblatt der Turcicae epistolae, 1595

Sultan Mehmed II. war der erste osmanische Herrscher, der den kulturellen Austausch mit Europa intensivierte. Sein Interesse für die europäische Kultur setzte schon in seiner Kindheit ein: Ein Notizbuch aus seiner Kindheit ist im Archiv des Topkapı-Palastmuseums erhalten und enthält Zeichnungen von Porträtbüsten nach europäischer Art. Seine Bibliothek enthielt europäische Werke zu Geografie, Medizin, Geschichte und Philosophie sowie europäische und arabische Landkarten und Portolankarten. Im „Fatih-Album“, einer Zusammenstellung von Florentiner Kupferstichen, findet sich auch ein Porträt von ihm selbst mit der Inschrift „El Gran Turco“, das erste Sultansporträt nach europäischer Art. Mehmed II. bat 1461 Sigismondo Malatesta, ihm den Medailleur Matteo de' Pasti zu schicken; die Reise wurde jedoch vom Papst unterbunden, der Spionage fürchtete. Nach dem Friedensschluss mit der Republik Venedig 1479 reisten Künstler nach Istanbul, unter denen Gentile Bellini und Bartolomeo Bellano namentlich bekannt sind. Bellini malte unter anderem ein Porträt Mehmeds, das den Sultan in der Inschrift als „Victor orbis“, den Eroberer der Welt, bezeichnet. Spuren hinterließ Mehmeds II. Versuch, sich an der italienischen Kunst zu orientieren, vorübergehend auch in der osmanischen Miniaturmalerei seiner Zeit. Sein Hofmaler Sinan Bey und dessen Schüler Şiblizâde Ahmed entwickelten eine neuartige, von italienischen Malern beeinflusste Porträtkunst. Mehmeds Sohn Bayezid II. berief europäische Architekten und Ingenieure als Ratgeber und gab eine Schriftrolle in Auftrag, die Abbilder aller sieben osmanischen Sultane bis hin zu ihm selbst enthielt. Er begründete damit eine Bildtradition des osmanischen Herrscherporträts, die bis zum Ende des Osmanischen Reiches Bestand hatte.

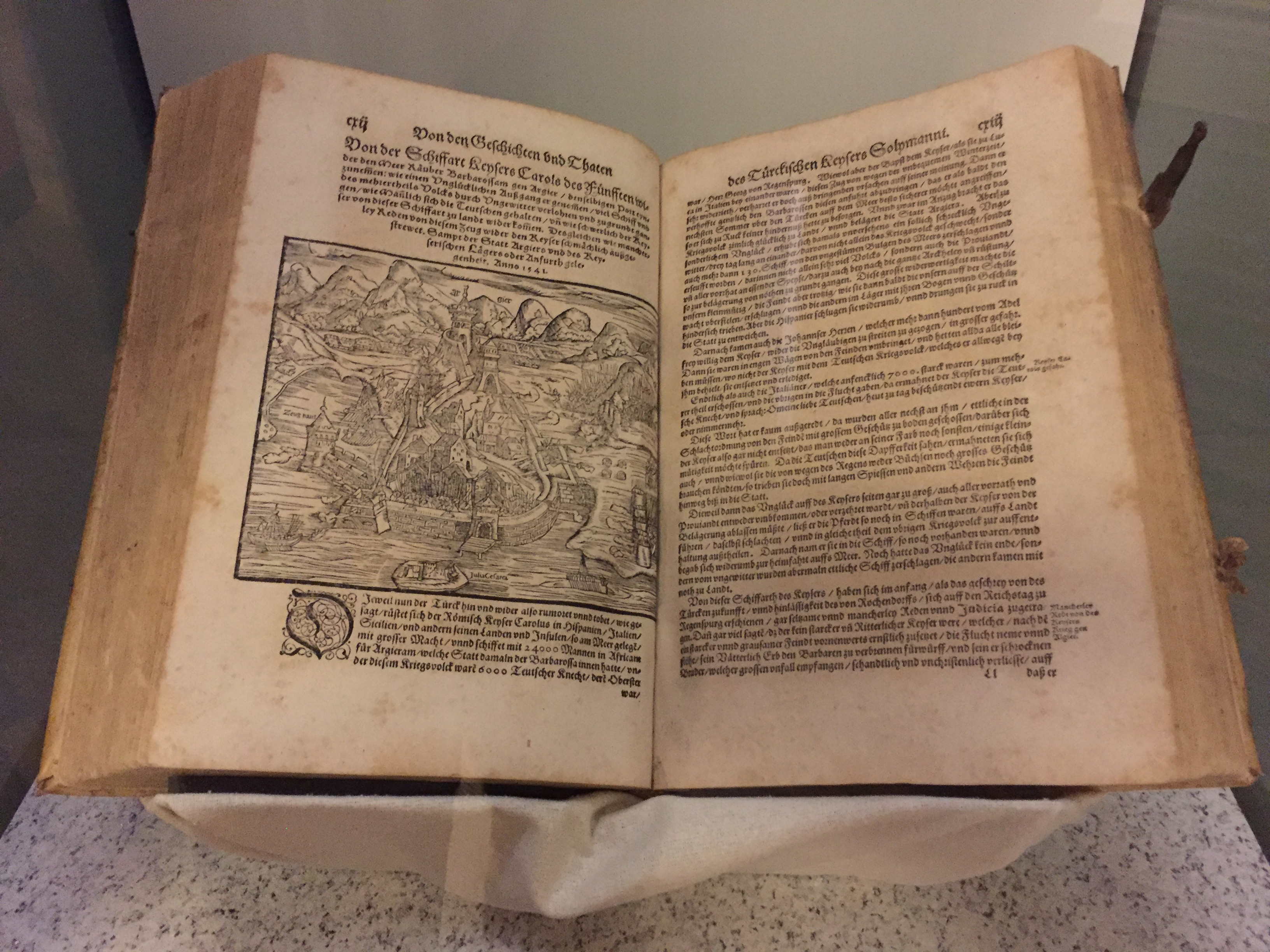
Türkenchronik des Nikolaus Höninger, Basel 1596

Die fast zeitgleiche Herrschaft Süleymans I. (1494/6–1566) und Karls V. (1500–1558) brachte eine Intensivierung der diplomatischen, kulturellen und Handelsbeziehungen zwischen Westeuropa und dem Osmanischen Reich. Neben Büchern und Flugblättern, die vor der Türkengefahr warnten, erschienen auch Veröffentlichungen, die ein objektiveres Bild der Kultur und Gesellschaft des Osmanischen Reichs zeichneten. Europäer reisten zu verschiedenen politischen und diplomatischen Zwecken ins Osmanische Reich; ihre Bücher illustrierten sie mit Darstellungen, die von mitreisenden oder vor Ort selbst beauftragten Malern hergestellt wurden. Berühmt und oft kopiert wurden die Holzschnitte Pieter Coecke van Aelsts aus Brüssel oder die Kostümbücher Nicolas de Nicolays, der 1551 eine französische Gesandtschaft nach Istanbul begleitet hatte. Der dänische Maler Melchior Lorck begleitete 1555–59 die Gesandtschaft von Ogier Ghiselin de Busbecq in die Türkei. Busbecq wurde 1554–1562 vom Habsburger König und Kaiser Ferdinand I. zu Friedensverhandlungen nach Anatolien geschickt und berichtete darüber in seinen „Turcicae epistolae“ (Türkenbriefen) von 1595.
Seit der Zeit Sultan Süleymans I. erschienen Porträts europäischer Herrscher wie Karls V. oder Franz I. in der osmanischen Malerei. Zur Zeit Murads III. gab Großwesir Sokollu Mehmed Pascha im Hofskriptorium unter dem Historiker Seyyid Lokman und dem obersten Miniaturisten Nakkaş Osman ein illuminiertes Manuskript in Auftrag, das die Geschichte der Osmanischen Sultane darstellen und mit ihren Porträts illustrieren sollte. Zur Herstellung dieses 1579 fertig gestellten Manuskripts, des Şemāʾil-nāme-i āl-i ʿOs̠mān (‚Personalbeschreibungsbuch des osmanischen Herrscherhauses‘). bestellte das Hofskriptorium Serien in Europa gefertigter Sultansporträts in Venedig, die heute noch im Topkapı-Palastmuseum aufbewahrt werden.
Im intensivierten Handel mit Luxusgütern stellten sich sowohl westeuropäische als auch osmanische Manufakturen auf die Bedürfnisse der jeweiligen Märkte ein: 1537/38 wurde in Venedig der erste Koran mit beweglichen Lettern gedruckt. Glaswaren wurden in Venedig, im 18. Jahrhundert in Böhmen und in den Niederlanden produziert, die stilistisch kaum von den Erzeugnissen der islamischen Glaskunst unterschieden werden können. Osmanische Manufakturen produzierten Teppiche für den europäischen Markt, von deren weiter Verbreitung in Westeuropa zahlreiche Abbildungen von Orientteppichen in der Renaissancemalerei zeugen.
Zwischen dem Ende des 16. und dem frühen 17. Jahrhundert bestand eine politische und Handelsallianz zwischen der englischen Monarchie und der Saadi-Dynastie Marokkos. Handelsvereinbarungen wurden zwischen Queen Elizabeth I. von England und dem marokkanischen Herrscher Ahmad al-Mansur auf der Grundlage der gemeinsamen Feindschaft zum spanischen König Philipp II. geschlossen. Im Warenaustausch überwog der Waffenhandel, doch auch militärisch kam es wiederholt zur unmittelbaren Zusammenarbeit.
Darüber hinaus bemühte sich das elisabethanische England um die Unterstützung der osmanischen Sultane in seinem Bemühen, die portugiesischen und spanischen Silberflotten zu stören. Besonders deutlich wurde dies in der Politik Englands gegenüber der Heiligen Liga und im auffälligen Schweigen der englischen Öffentlichkeit im Gegensatz zum übrigen Westeuropa nach der Seeschlacht von Lepanto. Die Korrespondenz der elisabethanischen mit der osmanischen Hofkanzlei ist ebenfalls überliefert, wobei die Rolle Elisabeths I. als „Fidei defensor“ gegenüber christlichen Irrlehren besonders hervorgehoben wurde. Die positive Haltung der englischen Gesellschaft gegenüber islamischen Ländern spiegelt sich auch in den Dramen des elisabethanischen Theaters, beispielsweise in William Shakespeares Dramen „Der Kaufmann von Venedig“ und Othello, wider. Aus der Zeit um 1580 datiert eine erste Handelskapitulation des Osmanischen Reichs mit England, das bis dahin Waren über Venedig importiert hatte.

### 17. und 18. Jahrhundert

#### Überblick
Im Zeitalter der Aufklärung erweiterte und vertiefte sich die Kenntnis der islamischen Welt in Europa: Handels- und diplomatische Beziehungen weiteten sich aus. Neu entstehende Sammlungen arabischer Schriften in europäischen Bibliotheken führten zur Entstehung einer arabischen Sprachwissenschaft. Wissenschaftlichen Ansprüchen genügende Übersetzungen aus dem Arabischen machten die Werke islamischer Autoren allgemein zugänglich. Augenzeugen wie der Reisende Carsten Niebuhr, der evangelische Theologe Christoph Wilhelm Lüdeke oder der Militärberater François de Tott lieferten neue Erkenntnisse zur Geographie, Gesellschaft und politischen Ordnung der islamischen Länder, die sie bereist oder in denen sie gelebt hatten. Lessing vertrat in Nathan der Weise den Standpunkt der Toleranz. Voltaire stellte in seiner Tragödie Mahomet der Prophet den Religionsgründer als fanatisch und intolerant dar. Goethe, der 1802 Voltaires Mahomet übersetzt hatte, veröffentlichte 1819 den Gedichtzyklus West-östlicher Divan.

#### Entwicklung der arabischen Philologie in Europa
Seit dem späten 16. Jahrhundert wuchs das Interesse europäischer Gelehrter an der arabischen Sprache. Das Erlernen und Verständnis war zunächst erschwert durch den Mangel an geeigneten Texten, anhand derer Wortschatz und Grammatik erforscht werden konnten. In den Niederlanden sammelten Philologen wie Joseph Justus Scaliger und Jacobus Golius arabische Manuskripte, die sie später der Bibliothek der Universität Leiden stifteten. Scaliger hatte bei Guillaume Postel Arabisch gelernt. 1613 erschien die arabische Grammatik des Thomas Erpenius, 1653 das Lexicon Arabico-Latinum von Golius. Um die Mitte des 17. Jahrhunderts waren somit die Voraussetzungen für ein korrektes Verständnis der arabischen Sprache in Europa gegeben; bis ins 19. Jahrhundert hinein blieben die Werke von Golius und Erpenius die europäischen Standardwerke. In geringerem Ausmaß richtete sich das Interesse europäischer Gelehrter auch auf die beiden anderen Sprachen der gebildeten islamischen Welt: Persisch, die Sprache der Dichtung und Mystik, sowie osmanisches Türkisch, die Sprache der Verwaltung und Gesetzgebung.
Islamische Manuskriptsammlungen in europäischen Bibliotheken

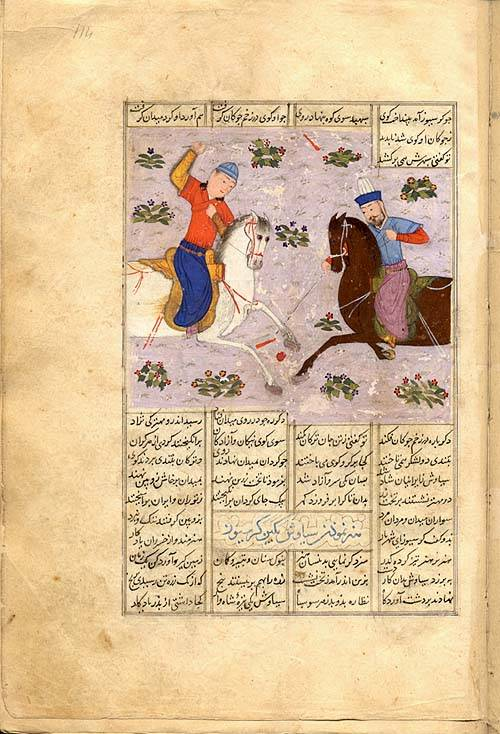
Manuskript des Schāhnāme, 15. Jahrhundert (Universitätsbibliothek Leiden, Stiftung von Levinus Warner)

Im 16. Jahrhundert entstanden europaweit große, teils öffentlich zugängliche Bibliotheken. Der Besitz einer möglichst ausgedehnten Büchersammlung, die auch Werke aus fernen Ländern einschloss, kennzeichnete den Renaissance-Humanisten und steigerte das gesellschaftliche Ansehen der Besitzer selbst dann, wenn sie die Werke nicht lesen konnten. Die sich im 17. Jahrhundert ausbildenden Handelskompanien wie beispielsweise die Britische Ostindien- und Levant Company, die Niederländische und die Französische Ostindienkompanie brachten unter ihren Waren auch Bücher und Manuskripte aus fernen Ländern nach Europa.
1634 wies William Laud, der Erzbischof von Canterbury, die Levant Company an, dass jedes ihrer Schiffe auf der Heimfahrt mindestens ein arabisches oder persisches Manuskript mitzubringen hatte. Während seines Aufenthalts in Aleppo von 1630–1636 und 1637–1640 in Istanbul trug Edward Pococke eine große Zahl arabischer Manuskripte zusammen, die von Laud später der Bodleian Library übereignet wurden. Pococke war der erste Inhaber des von Laud neu geschaffenen Lehrstuhls für Arabistik an der University of Oxford. Als Antoine Galland sich 1677–1678 und 1680–1685 in Istanbul aufhielt, hatte er genaue Anweisungen des französischen Finanzministers Jean-Baptiste Colbert, welche Bücher er zu suchen und zu erwerben hatte. Das Interesse des französischen Hofes richtete sich vor allem auf frühchristliche Überlieferungen und arabisch überlieferte Werke antiker Schriftsteller, doch Galland erwarb auch Manuskripte der klassischen islamischen Literatur für seine private Bibliothek. In den Niederlanden trugen Jacobus Golius und Levinus Warner im Auftrag der Leidener Universitätsbibliothek eine der größten Sammlungen islamischer Manuskripte ihrer Zeit in Europa zusammen. 1612 erbeuteten christliche Piraten die Bibliothek eines marokkanischen Fürsten und übergaben sie dem spanischen König Philipp II. Die riesige Sammlung wurde erst in der zweiten Hälfte des 18. Jahrhunderts vom Bibliothekar des Escorial, Miguel Casiri, katalogisiert und öffentlich bekanntgemacht.
Zum Ende des 17. Jahrhunderts besaßen somit die Bodleian Library in Oxford, die Leidener Universitätsbibliothek, die königliche Nationalbibliothek in Paris, die Bibliothek des Escorial, sowie die Vatikanbibliothek die größten Sammlungen islamischer Manuskripte in Europa. Darüber hinaus bestanden zahlreiche private Bibliotheken.
Koranübersetzungen in europäische Sprachen
Der Koran als Äquivalent zur christlichen Bibel stellt das grundlegende Dokument der christlichen Auseinandersetzung mit dem Islam dar. Bis zum 18. Jahrhundert blieb Robert von Kettons Koranübersetzung von 1143 maßgeblich. Sie wurde erstmals 1543 von Theodor Bibliander verlegt und von Johannes Oporinus in Basel gedruckt. Unterstützt wurde das Druckvorhaben von Martin Luther, der in seiner Auseinandersetzung mit dem Islam die Veröffentlichung des Korantextes als bestes Mittel sah, der Bedrohung des christlichen Glaubens durch die Lehren des Islam entgegenzuwirken. 1547 erschien eine italienische Übersetzung in Venedig. Diese wurde 1616 von Salomon Schweigger ins Deutsche übertragen, die deutsche Version wiederum 1641 in die niederländische Sprache übersetzt.
1698 veröffentlichte Ludovico Marracci in Padua die erste nach sprachwissenschaftlichen Kriterien korrekte lateinische Koranübersetzung nach dem Originaltext. In zwei Bänden, dem Prodromus ad refutationem Alcorani (Vorspiel zur Widerlegung des Koran) und der Refutatio Alcorani (Widerlegung des Koran) stellte er den arabischen Text der lateinischen Übersetzung gegenüber und ergänzte kritische Anmerkungen sowie eine Zurückweisung jeder einzelnen Sure. Der lateinische Text wurde ins Deutsche und Französische übersetzt und blieb – zusammen mit der englischen Übersetzung von George Sale (1734) – bis ins 19. Jahrhundert maßgeblich. Sales englischer Korantext wurde 1746 von Theodor Arnold ins Deutsche übersetzt.

#### Zugeschriebene Rollen und Identitäten

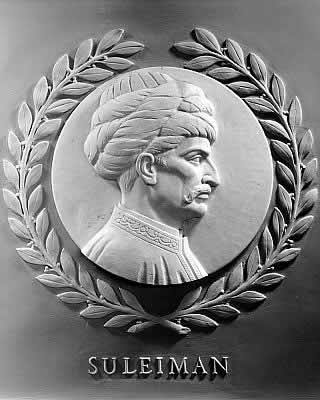
Süleyman I., Basrelief, 1950 (Repräsentantenhaus, Washington)

Die geografische Nähe Westeuropas zum Osmanischen Reich hatte weit reichende Konsequenzen für die Ausbildung der jeweiligen Identität in komplex strukturierten Prozessen von Anziehung und Abstoßung. Die Bevölkerung eines Landes oder eines Kulturkreises nimmt sich selbst oft als besonders und unterschiedlich wahr, indem sie „die anderen“ als Spiegel gebraucht, um festzustellen, was „wir“ sind und nicht sind. Die Osmanen betonten in ihrer Auseinandersetzung mit dem christlichen Westeuropa häufig ihre Rolle als Muslime und Glaubensstreiter (Ghāzī), was sie nicht hinderte, Errungenschaften der nicht-muslimischen Kulturen zu übernehmen und zu nutzen. Umgekehrt waren die Osmanen für die Entwicklung einer westeuropäischen Identität von entscheidender Bedeutung. Gelegentlich dienen die Osmanen als Rollenmodell für Eigenschaften, die auch Europäer gerne besäßen: Schon Niccolò Machiavelli hatte in seinen Discorsi die Disziplin, Unbestechlichkeit und den Gehorsam der Osmanen als Vorbilder für seine Zeitgenossen hingestellt, ihm folgten andere Philosophen wie Montesquieu, der in seinen Persischen Briefen die fiktive Korrespondenz zweier Perser nutzt, um seine gesellschaftspolitischen Ideen zu formulieren. Im Repräsentantenhaus der Vereinigten Staaten wurde Süleyman I. unter 23 Personen als einer der größten Gesetzgeber aller Zeiten mit einem Relief geehrt.
Im Gegenzug schrieben andere europäische Denker den Osmanen verschiedene negative Charakterzüge zu, um in den Gegensatzpaaren Grausamkeit – Humanität, Barbarei – Zivilisation, Ungläubige – wahre Gläubige, Lüsternheit – Selbstbeherrschung Eigenschaften zu beschreiben, die ihnen in ihrer eigenen Gesellschaft wünschenswert erschienen. Die europäische Debatte um den Despotismus wäre im 17. Jahrhundert nicht ohne das Bild des „despotischen türkischen Sultans“ denkbar gewesen.

### 19. und 20. Jahrhundert
Die politische und wirtschaftliche Dominanz Europas im 19. und frühen 20. Jahrhundert führte zu einer von Eigeninteressen geleiteten Politik des Kolonialismus gegenüber den Ländern der Islamischen Welt und deren Aufteilung in Interessensphären der jeweiligen Kolonialmächte. In den islamischen Ländern entwickelten sich zu dieser Zeit zahlreiche Reformbewegungen, deren Denken auch heute noch von ideologischer und politischer Bedeutung ist. Im Europa des späten 19. Jahrhunderts reduzierte die kulturelle Modeströmung des Orientalismus das Bild von der islamischen Welt auf das Exotisch-Fremde.
Im Blick auf das ausgehende 19. und frühe 20. Jahrhundert wird in der Diskussion um den Orientalismus der eurozentrische Blick auf die Gesellschaften der islamischen Welt in der modernen politischen und intellektuellen Kultur sehr kritisch diskutiert. Die Debatte um den Orientalismus wird auch als Auslöser eines verstärkten wissenschaftlichen Interesses an der eigenen Vergangenheit in der islamischen Welt, vor allem in der modernen Türkei gesehen.

### 21. Jahrhundert
Zahlreiche wissenschaftliche Veröffentlichungen beschäftigen sich im 21. Jahrhundert mit der gemeinsamen Geschichte Europas und der islamischen Welt mit dem Ziel, historische Feindbilder zu erkennen und zu einem neuen, das Gemeinsame betonenden Verständnis der Weltgeschichte zu gelangen. Dem integrativen Konzept eines Euro-Islam stehen öffentliche Debatten wie der Kopftuch- und Karikaturenstreit sowie die öffentliche Sorge um die Entstehung einer islamistisch geprägten Parallelgesellschaft gegenüber. Die verschärfte Christenverfolgung überwiegend in islamischen Ländern, die islamistisch motivierten Terroranschläge sowie die Flüchtlingskrise prägen die aktuelle Diskussion um die Situation des Islams in Europa.

## Sakralbauten als Symbole der Aneignung und Integration
Sowohl nach der Eroberung Konstantinopels als auch nach der Reconquista wurden Kirchen und Moscheen demonstrativ der jeweils anderen Religion gewidmet. So wurden in der Hagia Sophia in Istanbul nach der Eroberung die christlichen Mosaiken, Dekorationen und Glocken entfernt oder durch Putz verdeckt, der Bau erhielt Minarette, die ihn auch aus der Ferne eindeutig als Moschee kennzeichnen. In einem Prozess der Aneignung entstanden nach dem Vorbild der Hagia Sophia weitere große Moscheebauten mit zentraler Kuppel.
Im Gegenzug wurden in Spanien nach der Reconquista Moscheen symbolisch in christlichen Besitz genommen: In die bestehende Hallenmoschee von Córdoba wurde ab 1523 ein gotischer Kirchenbau eingefügt. Während die Hagia Sophia 1935 auf Beschluss des türkischen Ministerrats in ein Museum umgewandelt wurde, sprach sich der Bischof von Córdoba 2006 gegen eine Umwandlung der Kathedrale in ein interreligiöses Gotteshaus aus. Seit dem 24. Juli 2020 wird auf Anweisung des türkischen Präsidenten Erdogan die Hagia Sophia erneut als Moschee genutzt; diesem Akt war eine Entscheidung des Obersten Verwaltungsgerichts der Türkei vom 10. Juli 2020 vorausgegangen, das Museum wieder zu sakralisieren.
Die ältesten – religiös genutzten – Moscheebauten in Europa wurden schon zu Beginn des 20. Jahrhunderts errichtet. Zunehmend entstehen aus dem Bedürfnis nach ansprechenden und repräsentativen Bauten Zentralmoscheen in moderner architektonischer Gestaltung. Die zunehmende „Sichtbarkeit“ moderner islamischer Architektur wird zurzeit oft noch kontrovers diskutiert. Exemplarisch wird dies deutlich in der Diskussion um die DITIB-Zentralmoschee in Köln oder den Schweizer Minarettstreit.

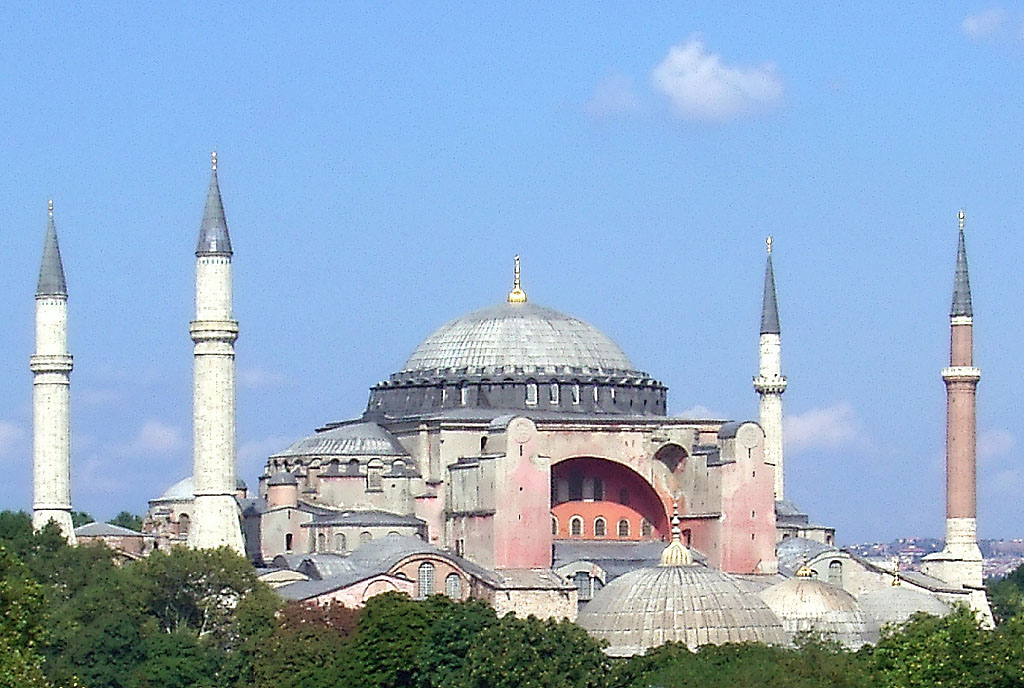
Hagia Sophia in Istanbul
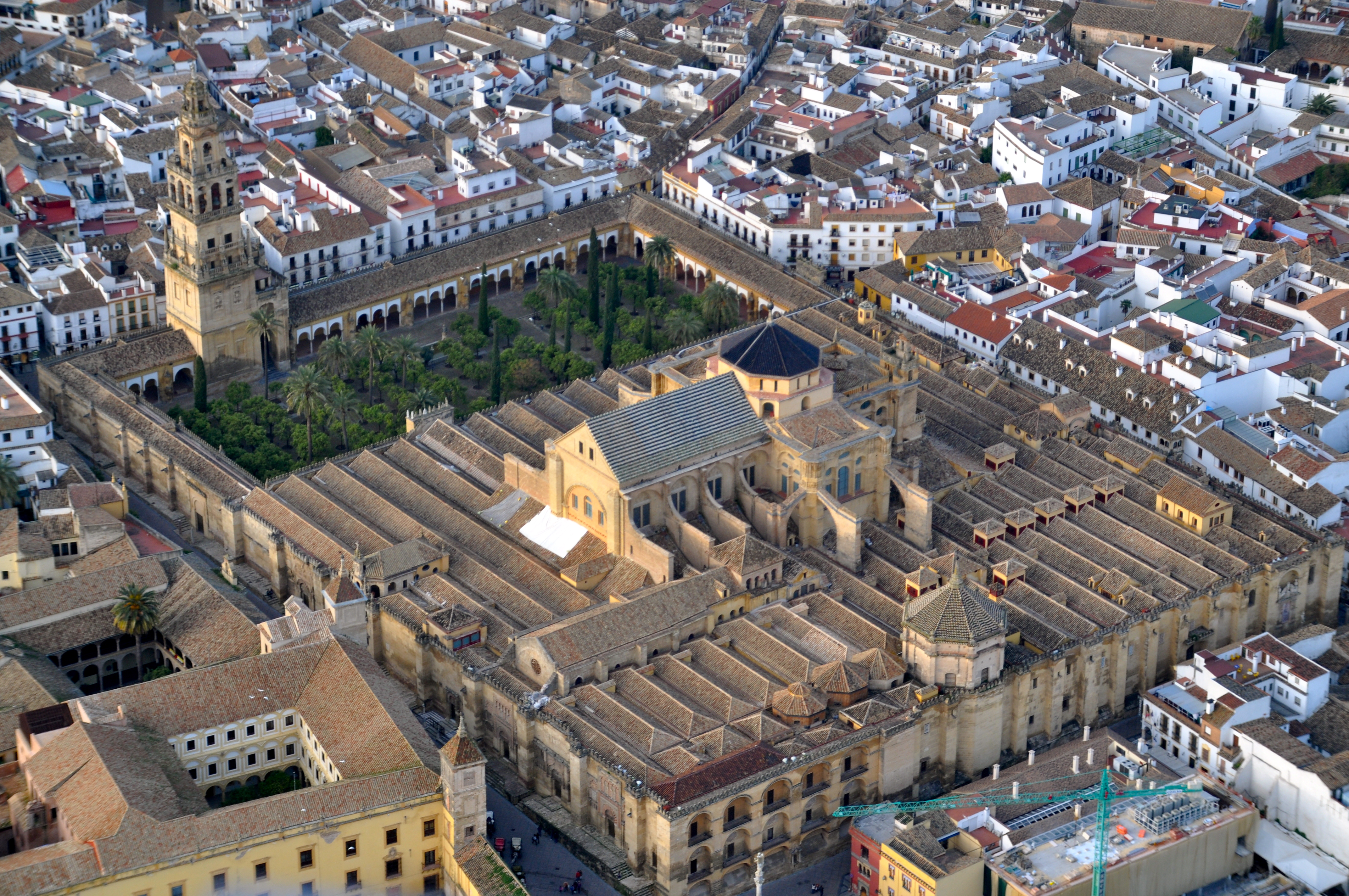
Kathedrale von Córdoba, mittig die eingebaute gotische Kirche
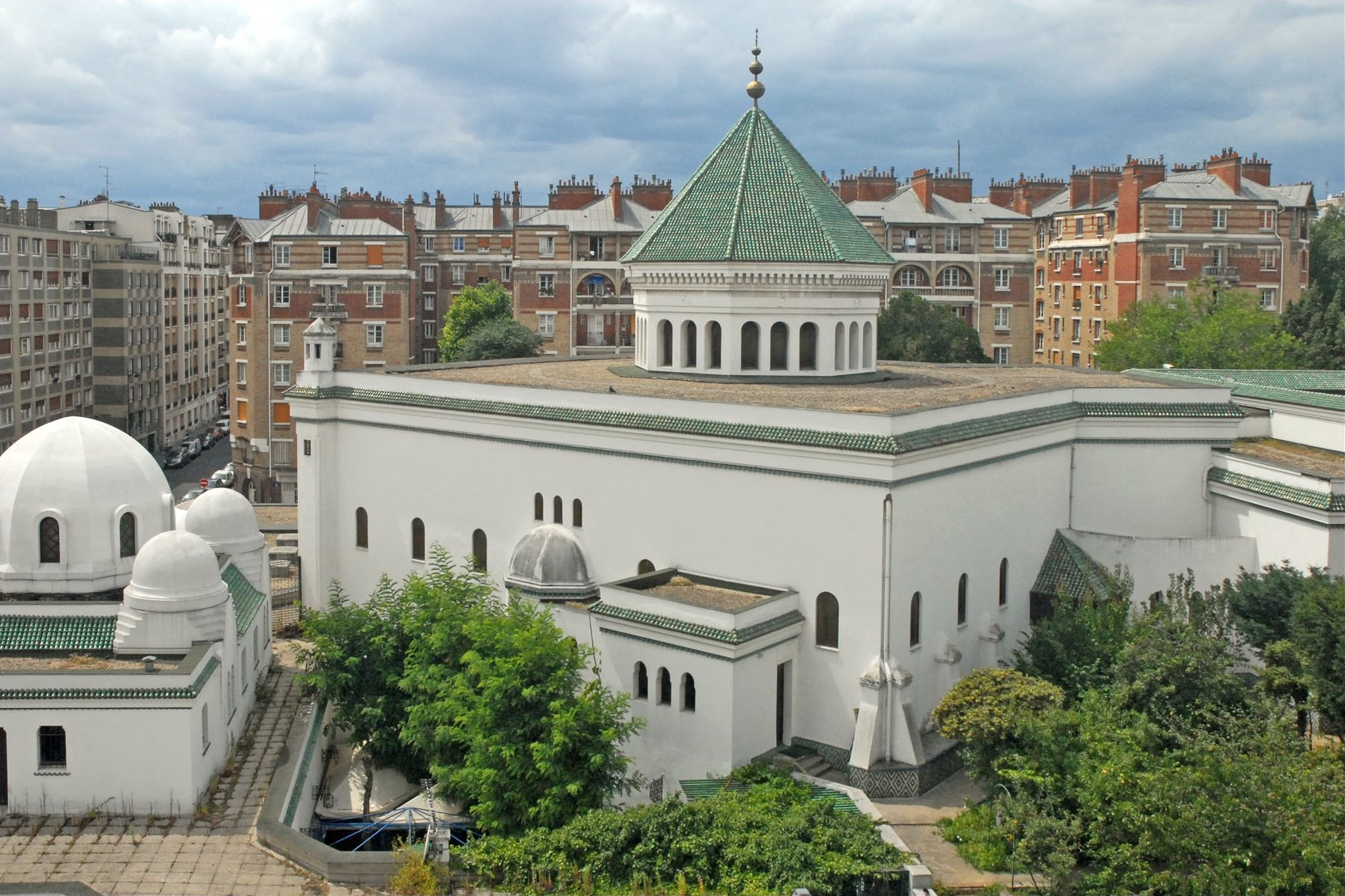
Große Moschee von Paris, 1923
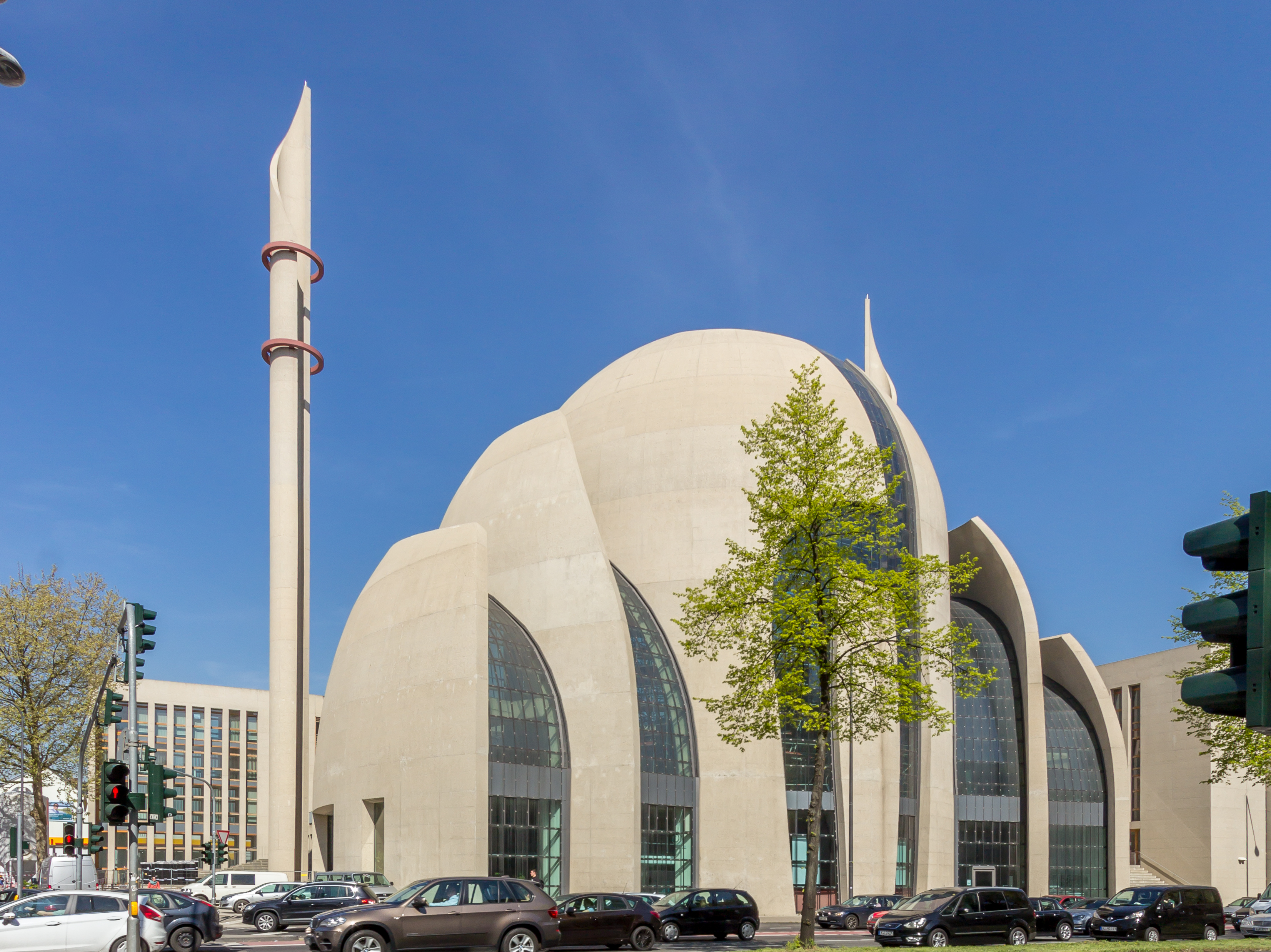
DITIB-Zentralmoschee Köln, 2015

## Regionale Entwicklungen
Am längsten standen in Europa die dem islamischen Nordafrika und Westasien unmittelbar gegenüberliegende Iberische Halbinsel und die Balkanhalbinsel unter islamischem Einfluss, der durch jahrhundertelange Reconquista zurückgedrängt wurde. Spanien war schon 200 Jahre muslimisch, ehe z. B. der erste deutsche Staat entstand. Anders als auf der Iberischen Halbinsel wurde der Islam auf dem Balkan jedoch nicht vernichtet. Die autochthonen muslimischen Minderheiten dort gehören seit 700 Jahren ebenso zur europäischen Geschichte wie das Christentum.

### Osteuropa
In Ost- und Südost- und Nordosteuropa wird der Islam vorwiegend von Türken und Tataren dominiert und steht traditionell vorwiegend orthodoxen Christen oder slawischen Atheisten sowie katholischen Polen gegenüber. Als erste Stadt in Europa wurde schon im 7. Jahrhundert das nordkaukasische Derbent (Dagestan) islamisch – im Gegensatz war damals noch keines der Slawenvölker christianisiert, auch ein erster russischer Staat entstand erst im 9. Jahrhundert. In Rumänien siedelten sich erste Muslime an, einige Jahrzehnte bevor die ersten rumänischen Fürstentümer überhaupt entstanden.

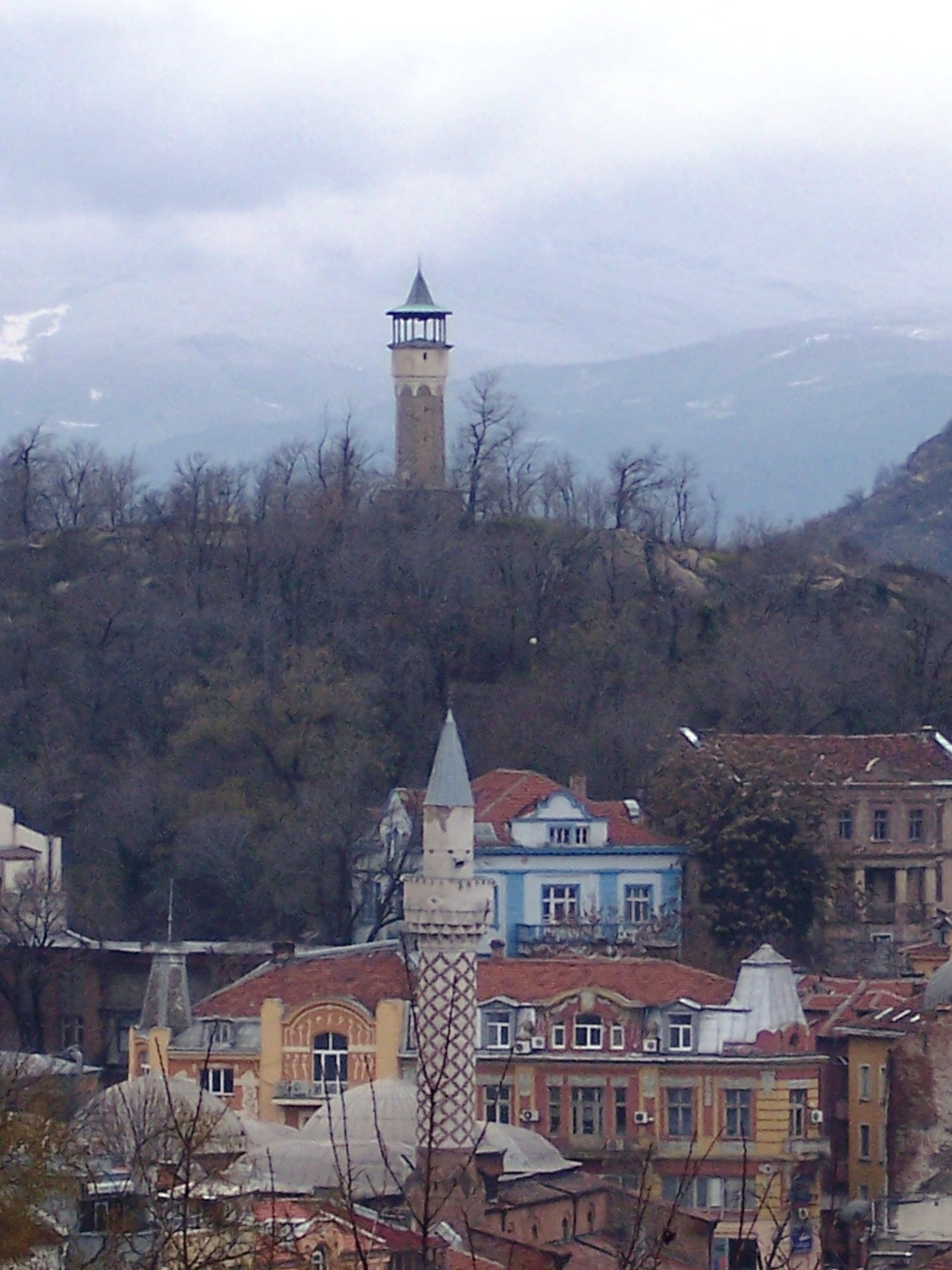
Moschee in Bulgariens zweitgrößter Stadt Plowdiw (vorn)

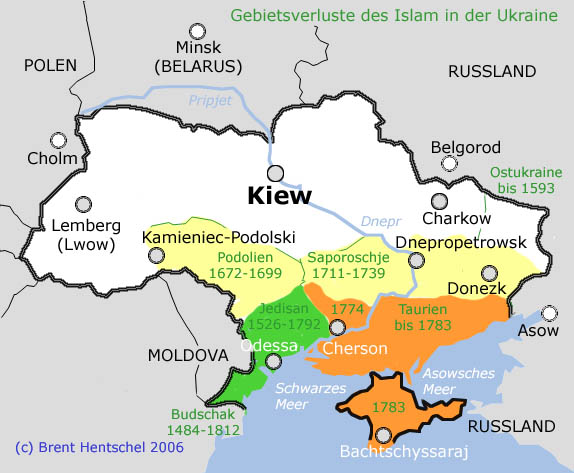
Türken und Tataren in der Ukraine, islamische Gebietsverluste

#### Balkanhalbinsel
- Siehe Hauptartikel: Islam in Albanien, Islam in Bosnien, Islam in Bulgarien, Islam in Rumänien und Griechische Muslime

Auf dem Balkan standen Bosnien und Herzegowina 420 Jahre, Mazedonien 540 Jahre, Bulgarien rund 500 Jahre und Albanien über 400 Jahre unter der Herrschaft der Osmanen, auch Serbien 400 Jahre, die rumänische Dobrudscha 380 Jahre und Griechenland 370 Jahre. Doch allein Ostthrakien (europäische Türkei) ist bis heute türkisch geblieben (Edirne seit 1361), das 1453 von den Türken eroberte Istanbul ist mit über 10 Millionen Einwohnern heute nach Moskau die zweitgrößte Stadt Europas. Im nordgriechischen Didymoticho befindet sich die Çelebi-Sultan-Mehmed-Moschee aus dem 14. Jahrhundert, welche somit die älteste auf europäischem Boden ist.
Doch islamische Herrschaft bedeutete nicht automatisch Islamisierung der Bevölkerung, nur Albaner und Bosniaken traten mehrheitlich zum Islam über. In Bulgarien, Rumänien, Griechenland und Mazedonien gibt es aber bis heute islamische Minderheiten der Balkantürken sowie Slawische Muslime in Bulgarien, Griechenland, Mazedonien, Serbien und Montenegro (Sandschak) – in Mazedonien macht der Anteil der Muslime sogar 33 %, auf Zypern nach 1974 18 %, in Bulgarien 12–15 %, in Rumänien 0,3 % aus.

#### Russland und Ukraine
- Siehe Hauptartikel: Islam in Russland und Islam in der Ukraine

In Russland, dem Land mit der zahlreichsten muslimischen Bevölkerung in Osteuropa, und der Ukraine ist der Islam vor allem von Tataren geprägt – in Russland seit über 750 Jahren von Wolgabulgaren bzw. Wolgatataren, in der Ukraine auch seit über 750 Jahren von Krimtataren.
Folgt man der klassischen Auffassung, dass Ural und Kaukasus die Grenzen zwischen Europa und Asien bilden, dann liegen die drei größten Moscheen Europas in Russland: die Achmat-Kadyrow-Moschee in Grosny, die Kul-Scharif-Moschee in Kasan sowie die Moschee in Machatschkala. (Dem steht die Strahlenberg-Definition entgegen, die Grosny, Machatschkala und den gesamten Nordkaukasus zum asiatischen Landesteil zählt, da es südlich der als Grenze angesehenen Manytschniederung liegt.) Zusammen mit dem islamischen Siedlungsgürtel an der Wolga ist der russische Nordkaukasus eine der politisch instabilsten Islamregionen Europas mit über 100 Ethnien. Aufgrund der schwierigen sozialen Lage haben sich in der letzten Zeit kaukasus- und islamfeindliche Einstellungen in der Bevölkerung Russlands verbreitet, was zur Benachteiligung und Diskriminierung der muslimischen Minderheiten führt.

### Westeuropa
In West-, Südwest- und Südeuropa wird der Islam traditionell von nordafrikanischen Arabern und Berbern geprägt und steht dem katholischen Christentum romanischer Nationen gegenüber.

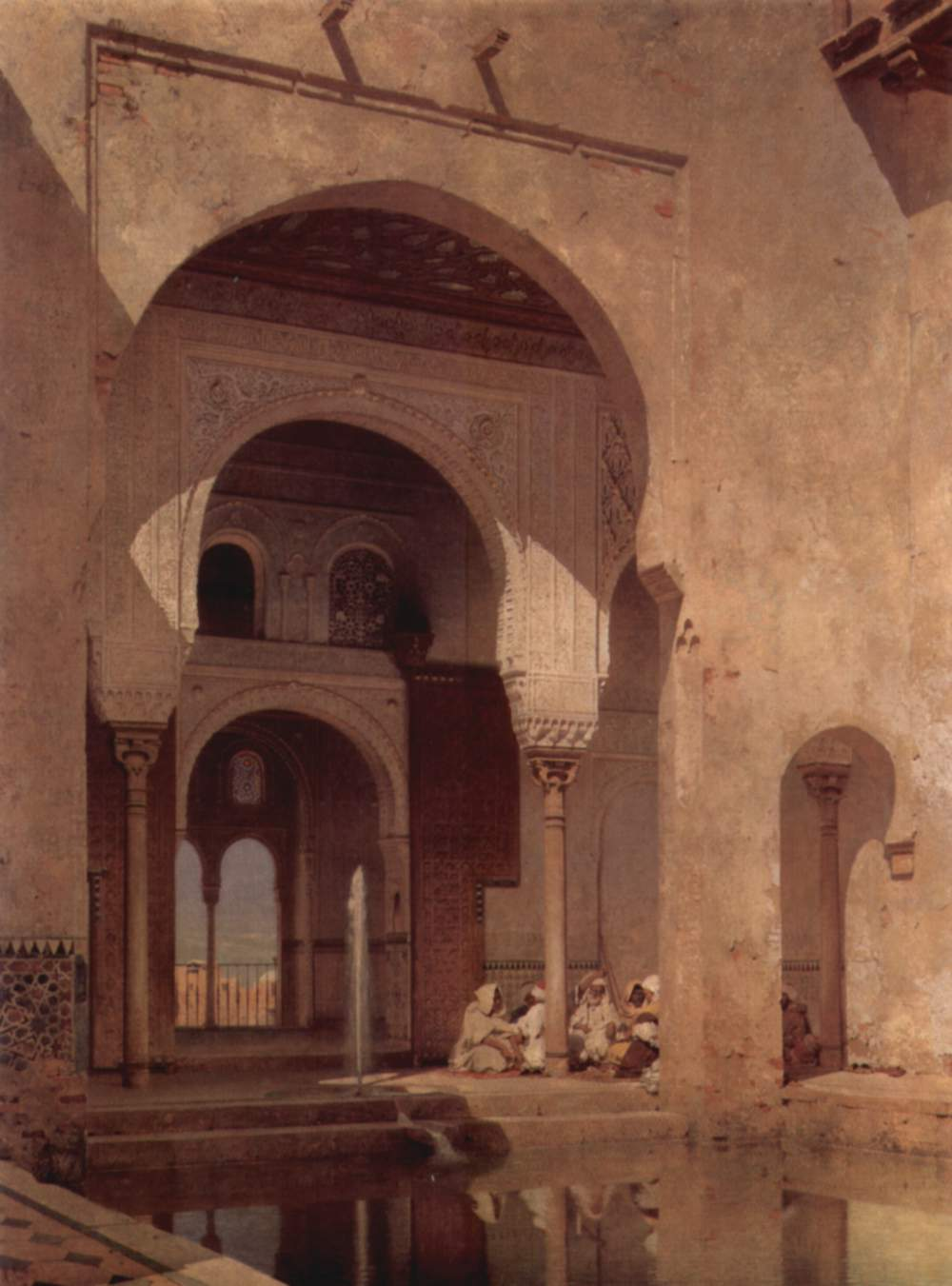
Hof der Alhambra in Granada, Zentrum des spanischen Islams

#### Iberische Halbinsel
Während Portugal über 500 Jahre islamisch war, hielt sich die arabisch-berberische bzw. marokkanische Herrschaft (Umayyaden, Almoraviden, Almohaden und Nasriden) im spanischen Granada fast 800 Jahre. Von der arabischen Eroberung 711 bis zur endgültigen Vertreibung der Muslime durch die christliche Inquisition 1614 waren es sogar über 900 Jahre.
In Spanien waren nur Andalusien und Murcia im Süden sowie Valencia und das Ebro-Becken (Saragossa) im Osten (Levante) Zentren arabischer Siedler, die dort zeitweise aber bis zu 80 Prozent der Bevölkerung ausmachten. Noch heute sind genau jene Gebiete Spaniens (aber auch Katalonien) die Hauptniederlassungsgebiete muslimischer Immigranten und Zentren des Islams in Spanien.

#### Frankreich
- Siehe Hauptartikel: Islam in Frankreich

Teile Frankreichs waren bereits 719 von Muslimen erobert worden, also bevor das heutige Frankreich entstand (987). Die Südküste Frankreichs stand für kurze Zeit unter direkter arabischer Herrschaft, jahrhundertelang aber wurde sie von Überfällen und Plünderungen der Araber (auch Sarazenen genannt) bedroht.
Andererseits war Frankreich das einzige Land Europas, das eine dauerhafte Allianz mit den türkischen Muslimen gegen seine christlichen Nachbarn schloss.

#### Italien
- Siehe Hauptartikel: Islam in Italien

In Italien waren die Muslime von rivalisierenden Fürsten ins Land gerufen worden. Teile Italiens waren bereits von Muslimen erobert und islamisiert, bevor etwa der Kirchenstaat 753 entstand (so die Insel Pantelleria im Jahr 700, Teile Sardiniens seit 720). In Sizilien, das von 827 bis 1091 unter arabischer Herrschaft stand, erreichte der muslimische Bevölkerungsanteil im Mittelalter immerhin 50 %, wie in Spanien blieben die meisten Araber und Berber auch noch weitere rund 150 Jahre nach der christlichen Eroberung auf der Insel. Die heutigen Muslime auf Sizilien sind überwiegend tunesische und marokkanische Einwanderer der zweiten Hälfte des 20. Jahrhunderts.
Das italienische Festland weist zahlreiche Gemeinsamkeiten mit Frankreich auf. Teile Süditaliens, insbesondere Apulien, standen (wie Teile Südfrankreichs) kurzzeitig unter direkter arabischer Herrschaft, jahrhundertelang aber wurde Italien, auch der Norden, von arabischen Überfällen und Plünderungen bis ins Landesinnere heimgesucht. Auch in Oberitalien waren die Muslime von König Hugo I. überhaupt erst ins Land gerufen worden.
Die heutigen Muslime Italiens, über eine Million, stammen zumeist aus Marokko, Albanien und Tunesien. Ägypter, Bangladescher und Senegalesen bilden die nächstgrößten Einwanderungsgruppen islamischen Glaubens.

### Mittel- und Nordeuropa
Während in Deutschland und dem katholischen Österreich der Islam heute überwiegend westasiatisch geprägt ist, steht das protestantische Nordwesteuropa einem überwiegend südasiatischen Islam eingebürgerter Immigranten gegenüber. Die Präsenz des Islams in Deutschland beruht seit etwa 1960 zunehmend auf Einwanderung aus der Türkei in die Bundesrepublik Deutschland.

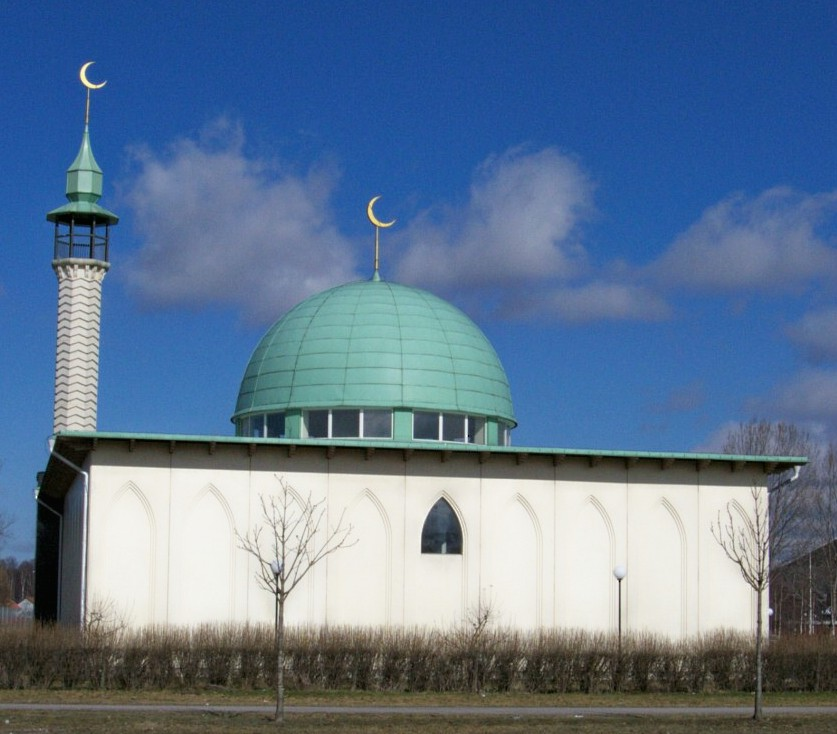
Europas nördlichste Moschee in Uppsala, Schweden

#### Deutschsprachiges Mitteleuropa
- Siehe Hauptartikel: Islam in Deutschland, sowie Islam in Österreich und Islam in der Schweiz

In Deutschland gibt es heute etwa fünf Prozent Muslime. Bei den Geburten beträgt der Anteil von Kindern mit muslimischem Hintergrund bereits mehr als 10 %.
Die meisten Muslime kamen erst im 20. Jahrhundert, insbesondere den 1970er und 1980er Jahren, als Gastarbeiter nach Deutschland und Österreich, in ihrer Mehrheit Türken und türkische Kurden. Das Bild des Islams in Deutschland wird daher türkisch dominiert.
Im Gegensatz zu Deutschland oder Frankreich sind die meisten Muslime in der Schweiz Bosnienkriegsflüchtlinge der 1990er (zweitgrößte Gruppe sind türkische Einwanderer).
Auch in Österreich stellen muslimische Bosnier heute die zweitgrößte Gruppe muslimischer Immigranten nach den dominierenden Türken.
Österreich hatte aus der Geschichte der Österreich-Ungarischen Monarchie einen anderen Zugang zum Islam. Osmanen bildeten schon seit den großen Eroberungen der 1530er eine wichtigere Minderheit der Habsburgermonarchie, wenn auch primär im ungarischen Landesteil. Der Islam wurde bereits 1912 eine staatlich anerkannte Religion, weil ab 1878 Bosnien-Herzegowina vier Jahrzehnte unter österreichisch-ungarischer Herrschaft stand, seitdem lebten die ersten Bosniaken auch im Gebiet des heutigen Österreich. Innerhalb der k.-u.-k.-Armee galten die bosniakischen Truppen als besonders kaisertreu, es waren deshalb auch Imame zur Betreuung muslimischer Soldaten tätig. Mit der Anerkennung verbunden ist neben freier Religionsausübung auch islamischer Religionsunterricht in der Schule, das Recht auf Seelsorge in öffentlichen Einrichtungen wie Krankenhäusern, und die staatliche Ausbildung von Imamen in einem islamisch-theologischen Institut (Universität Wien, seit 2016). In den letzten Jahren wird zunehmend der für alle Muslime seit 1979 alleinige Vertretungsanspruch durch die offizielle Islamische Religionsgemeinde, die sunnitisch dominiert ist, in Frage gestellt – von sunnitisch-türkischer Seite ebenso wie von Schiiten oder Aleviten. Letztere wurden 2013 eigenständig anerkannt, sind aber in sich auch gespalten, insbesondere, was die prinzipielle Zugehörigkeit zum Islam betrifft; andere islamische Gemeinschaften sind vorerst nur eingetragene Bekenntnisgemeinschaften.

#### Östliches Mitteleuropa und Baltikum
- Siehe Hauptartikel: Islam in Polen, Litauen und Belarus, Islam in Tschechien und der Slowakei, Islam in Finnland

Im Gegensatz zum übrigen Mittel- und Nordeuropa gibt es bereits seit rund 600 Jahren eine kleine Minderheit muslimischer, aber assimilierter Tataren in Polen, Litauen und Belarus, das bis zur russischen Eroberung unter polnisch-litauischer Herrschaft stand, und Tausende gegen die Russen kämpfende Polen und Ungarn nahmen nach der Revolution 1849 im türkischen Exil den Islam an. Aus Polen und dem östlichen Mitteleuropa waren schon im Mittelalter die Saqaliba nach Andalusien, Tunesien und Ägypten gelangt und hatten dort, wie später die Polen als slawische Muslime Karrieren im islamischen Staat gemacht.
Mit der Aufteilung Polens fielen einige Tataren unter preußisch-deutsche Herrschaft. In Finnland ist seit dem 19. Jahrhundert eine muslimische Minderheit Tataren ansässig, die meisten Muslime in Finnland wie in ganz Skandinavien sind heute jedoch türkische oder arabische (vor allem marokkanische und irakische) sowie somalische Einwanderer.
In Ungarn kamen schon im Mittelalter immer wieder Muslime als Leibgardisten der Könige ins Land. Ungarn, Teile der Slowakei bzw. Kroatiens und das rumänische Banat allerdings standen zwischen der ersten Schlacht (1526) und der zweiten Schlacht bei Mohács (1687) über 150 Jahre wie der Balkan unter türkischer Fremdherrschaft.

#### Nordseeanrainer
- Siehe auch: Islam in den Niederlanden

Die meisten britischen Muslime sind Einwanderer aus den ehemaligen Kolonien oder deren Nachkommen. Zur Zeit seiner höchsten Blüte, vor rund 100 Jahren, hatte das Britische Empire rund ein Viertel der Erdoberfläche unterworfen und rund ein Viertel aller Muslime weltweit zu seinen Untertanen gemacht. Um 1900 beherrschte Großbritannien von damals über 240 Millionen Muslimen weltweit fast 60 Millionen allein in Britisch-Indien, und noch heute sind fast 70 % der Muslime in Großbritannien Inder bzw. Pakistaner und Bengalen. Der britische Islam ist daher im Gegensatz zu z. B. Frankreich und Deutschland eher indisch als arabisch und türkisch geprägt.

## Muslime im heutigen Europa

Anteil von Muslimen an der Gesamtbevölkerung (2011)
<1 % (Belarus, Tschechien, Estland, Finnland, Ungarn, Island, Lettland, Litauen, Malta, Moldawien, Monaco, Polen, Portugal, Rumänien, Slowakei, Ukraine)
1 %–2 % (Andorra, Kroatien, Irland)
2 %–4 % (Italien, Luxemburg, Norwegen, Serbien, Slowenien, Spanien)
4 %–5 % (Dänemark, Griechenland, Liechtenstein, Vereinigtes Königreich)
5 %–10 % (Österreich, Belgien, Bulgarien, Frankreich, Deutschland, Niederlande, Schweden, Schweiz)
10 %–20 % (Montenegro, Russland)
20 %–30 % (Zypern)
30 %–40 % (Mazedonien)
50 %–55 % (Bosnien und Herzegowina)
59 % (Albanien)
65 %–70 % (Kasachstan)
90 %–95 % (Kosovo)
>95 % (Türkei)

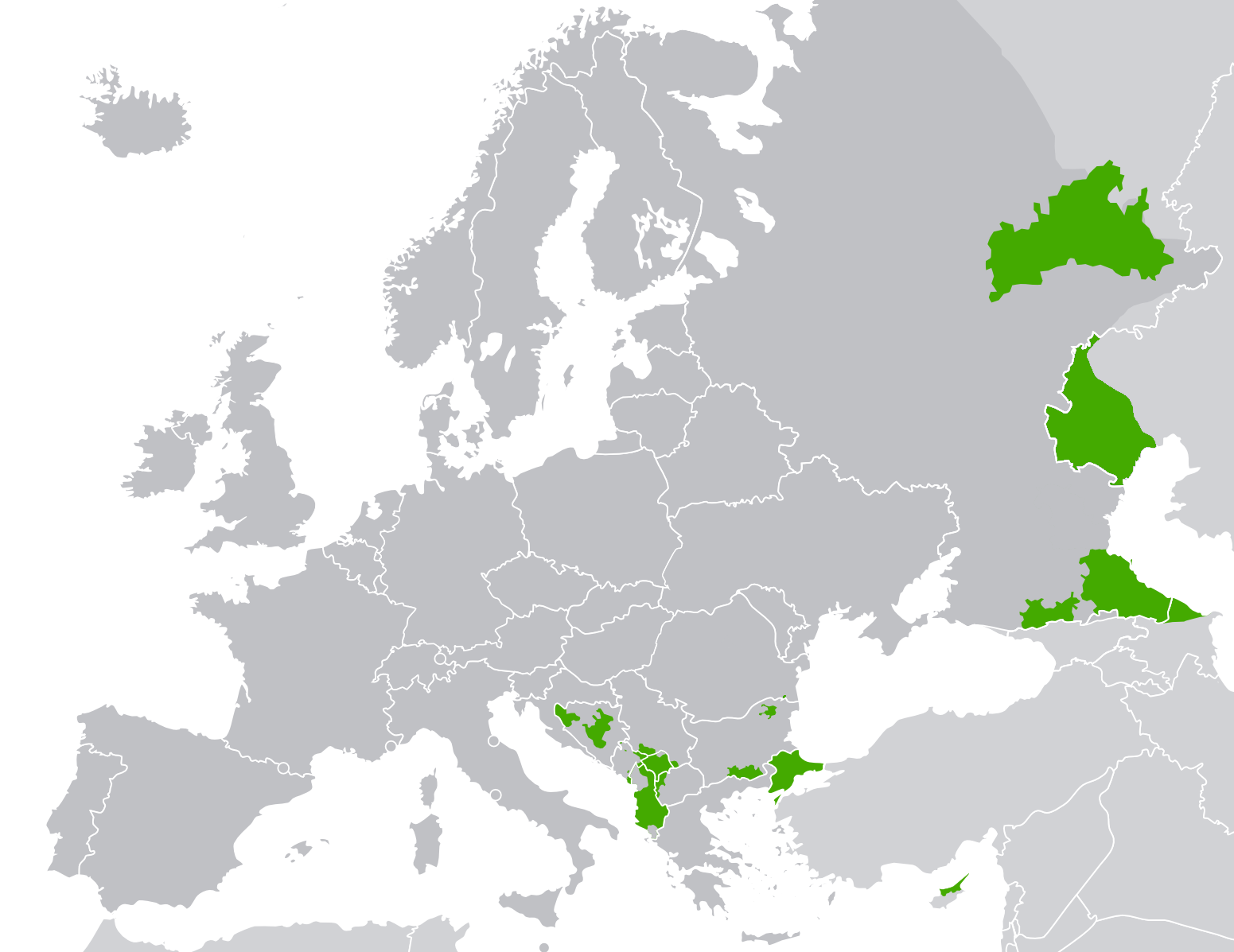
Gebiete mit muslimischer Bevölkerungsmehrheit

### Zuwanderung seit den 1950er Jahren
Seit den 1950er Jahren steigt die Zahl der Muslime in den Staaten Europas durch Zuwanderung aus islamisch geprägten Ländern. Zielländer waren zunächst Staaten im nördlichen Westeuropa, etwa Frankreich, Großbritannien, die skandinavischen, Benelux- oder die deutschsprachigen Länder. In jüngerer Zeit sind auch Spanien und Italien Ziel muslimischer Zuwanderer. Die Immigranten stammen überwiegend aus Nordafrika, der Türkei oder Pakistan, mit unterschiedlicher Verteilung in den betreffenden Zielländern. In vielen europäischen Ländern sind Muslime durch Immigration zu starken und einflussreichen Minderheiten geworden.

### Statistik
Im Jahr 2005 lebten in Europa zwischen 42 und 53 Millionen Muslime, das sind etwa 6 bis 7,5 % der über 700 Millionen Einwohner des Kontinents. Etwa ein Drittel (ungefähr 14–22 Millionen ethnische Muslime) entfielen auf Russland, etwa 16 Millionen davon auf die Europäische Union und knapp 10 Millionen auf den europäischen Teil der Türkei. Albanien, der Kosovo und Bosnien-Herzegowina sind die einzigen Staaten Europas mit einer muslimischen Mehrheit. Muslimische Mehrheiten gibt es auch im Norden Zyperns, dem Sandžak (Südwest-Serbien), einigen Provinzen Bulgariens, Mazedoniens und Griechenlands sowie in den russischen Teilrepubliken Tatarstan, Baschkortostan, Dagestan, Tschetschenien, Inguschetien, Kabardino-Balkarien und Karatschai-Tscherkessien. Innerhalb der Europäischen Union haben Frankreich mit 5 bis 6 Millionen und Deutschland mit über 4 Millionen Gläubigen die größten muslimischen Minderheiten. Der EU-Durchschnitt lag vor der EU-Erweiterung 2004 bei 3,28 %, fiel dann etwas und ist 2007 durch die Aufnahme Bulgariens (etwa 12 %) wieder auf 3,23 % gestiegen. Über dem EU-Durchschnitt liegen Frankreich mit 8,2 %, die Niederlande mit 4,9 % (anderen Angaben zufolge 5,7 Prozent Muslime in den Niederlanden), Griechenland mit 4,7 %, Deutschland mit 4,5 % (anderen Angaben zufolge über 5 %) und Belgien mit 3,6 % (anderen Angaben zufolge 5 % Muslime in Belgien), Österreich liegt mit 3,0 % knapp darunter (anderen Angaben zufolge 4,2 % Muslime in Österreich). Die Schweiz weist einen Anteil von 5,8 % Muslimen an der Gesamtbevölkerung auf.

### Aufnahme von Ländern mit muslimischer Bevölkerung in die Europäische Union
Im Jahr 1987 haben die Türkei und Marokko Anträge auf Aufnahme in die Europäische Union gestellt. Während nach langem Zögern mit der Türkei inzwischen Beitrittsverhandlungen geführt werden, wurde der Aufnahmeantrag Marokkos aus geographischen Gründen abgelehnt (1991/92 und 1997 erneut). Marokko und Tunesien haben bereits seit 1968 Assoziierungsabkommen mit der EG, zusammen mit Libyen, Algerien, Ägypten, Syrien, Libanon, Israel und Palästina sind die arabischen Mittelmeeranrainer durch den „Barcelona-Prozess“ in ein Abkommen zur Bildung einer Euro-Mediterranen Freihandelszone eingebunden, Libyen und Marokko wirken mit Auffang- bzw. Internierungslagern an der EU-Strategie zur Verhinderung von Einwanderung mit.
Mit Albanien (59 % Muslime) und Bosnien und Herzegowina (50,7 % Muslime) wollen zwei weitere Staaten der EU beitreten. Im Wesentlichen soll es, auch laut verschiedenen Vertretern der EU, in diesen beiden Ländern keine Probleme durch die Dominanz des Islams geben, sodass dies als kein Hindernis auf dem Weg zur EU angesehen wird. Albanien ist im Jahr 2014 offiziell der Status eines EU-Beitrittskandidaten verliehen worden, bisher fanden aber noch keine Beitrittsverhandlungen statt. Bosnien-Herzegowina ist nach wie vor, aufgrund seiner politischen Struktur, noch „potentieller Beitrittskandidat“.

### Integrationsforschung
Nach den Madrider Zuganschlägen 2004, den gewalttätigen Reaktionen auf die Mohammed-Karikaturen 2005 und den islamistischen Terroranschlägen auf Charlie Hebdo im Januar 2015 und vom 13. November 2015 in Paris, sowie auf dem Hintergrund einer wachsenden Liste von Terroranschlägen mit islamistischem Hintergrund in Europa sind die Beziehungen zwischen Europa und seinen muslimischen Einwanderern Gegenstand öffentlicher Diskussionen um die erfolgreiche Integration. Die Verbrechen einer verglichen mit der Gesamtzahl muslimischer Einwanderer geringen Zahl islamistischer Terroristen werden teils „dem Islam“ als Gruppe zugeschrieben, von der eine Gefahr für liberale demokratische Institutionen und Werte ausgehe. Demgegenüber richtet sich die wissenschaftliche Integrationsforschung auf die Ansichten und Lebenserfahrungen „gewöhnlicher“ Muslime in den europäischen Gesellschaften, und auf die Frage, inwiefern kulturelle und religiöse Faktoren die gesellschaftlichen Beziehungen zu öffentlichen Institutionen und zur Bevölkerungsmehrheit beeinflussen.

#### Eurislam-Projekt
Im Rahmen des EurIslam-Projekts wurden in sechs europäischen Ländern (Deutschland, Frankreich, UK, Niederlande, Belgien, Schweiz) mehr als 7000 Personen über 18 Jahre befragt. Diese wurden nach fünf Gruppen eingeteilt: Mitglieder der jeweiligen nationalen Bevölkerungsmehrheit („Einheimische“) bildeten die Vergleichsgruppe, muslimische Einwanderer aus vier Ländern oder Regionen wurden parallel befragt: Türkei, Marokko, Pakistan und das ehemalige Jugoslawien. Bei den muslimischen Einwanderern wurde nach drei Generationen unterschieden: Solche, die in einem der vier betrachteten Herkunftsländer geboren wurden und erst nach dem 18. Lebensjahr an ihrem jetzigen Wohnort eintrafen („1. Generation“), solche, die zwar im Herkunftsland geboren wurden, aber vor dem 18. Lebensjahr eingewandert waren („1,5. Generation“), und solche, die schon im Einwanderungsland geboren wurden („2. Generation“). Alle in den vier muslimischen Gruppen befragten Personen mussten entweder selbst, oder mindestens ein Elternteil, Muslime sein. Männer und Frauen wurden getrennt befragt. Die Befragung erfolgte mittels strukturierter Interviews durch zweisprachige Interviewer. Im Gegensatz zu früheren Längsschnittstudien war die Eurislam-Studie als Querschnittsstudie entworfen, untersuchte also eine gegebene Gruppe zu einem bestimmten Zeitpunkt.
2015 veröffentlichte Ruud Koopmans eine Analyse basierend auf den EurIslam-Daten zu Faktoren, die die Integration muslimischer Einwanderer in den europäischen Arbeitsmarkt beeinflussen. Alle vier muslimischen Gruppen wiesen eine deutlich höhere Arbeitslosenquote auf als die Vergleichsgruppe. Besonders Einwanderer aus der Türkei und Pakistan waren verglichen mit den „Einheimischen“ zwei- bis dreimal so oft arbeitslos. Muslimische Frauen waren überdurchschnittlich häufig arbeitslos. Ihre Beschäftigungsrate steigt erst mit höheren Bildungsabschlüssen und in der zweiten Generation an. Niedrigere Bildungsabschlüsse können diese Beobachtungen nach den Daten nur zum Teil erklären. Statistisch signifikant in Bezug auf die erfolgreiche Integration in den Arbeitsmarkt waren vielmehr die Variablen Sprachkenntnisse, Kontakte zu (auch Eheschließungen mit) Einheimischen, und das Rollenbild der Frau.
Frühere Längsschnitt-Untersuchungen hatten eine mögliche Diskriminierung durch einheimische Arbeitgeber („ethnischer Nachteil“) als Erklärung für den unterschiedlichen Erfolg von „Einheimischen“ und Immigranten am Arbeitsmarkt angenommen. Demnach wäre eine erfolgreiche Integration in den Arbeitsmarkt der Schlüssel zur Integration. Der Faktor „Erfahrung von Diskriminierung“ erwies sich in der aktuellen Studie jedoch nicht als statistisch signifikant. Koopmans kommt im Gegenteil zu dem Schluss, dass die kulturelle Assimilation im Hinblick auf Sprachkenntnisse, Kontakte zu Einheimischen, und das Rollenverständnis der Frau eine erfolgreiche Integration in den Arbeitsmarkt fördert. Die bedeutendste Rolle kommt hierbei den Sprachkenntnissen zu. Werden diese drei Variablen in der Analyse berücksichtigt, verlieren auch Einflussgrößen wie der Zeitpunkt der Einwanderung ihre Bedeutung.

## Chronologie (Schlüsseldaten)
- 642, kaum zehn Jahre nach Mohammeds Tod, erobern Araber Derbent für den Islam.
- 652 erste arabische Angriffe auch auf das byzantinische Sizilien und 674 auch auf Konstantinopel
- 711 Sieg der Araber und Berber in der Schlacht bei Jerez, das Westgotenreich (Spanien) wird islamisch, aber
- 718 Niederlage vor Konstantinopel, dennoch fortan Existenz einer muslimischen Gemeinde und Moschee in der Stadt (erste muslimische Gemeinde auf dem Balkan)
- 732 Niederlage der Araber und Berber in der Schlacht bei Tours, weitere Angriffe auf das Frankenreich scheiterten ebenso wie 737 die Unterwerfung der Chasaren an der Wolga, die (nach arabischen Vorstößen bis ins Gebiet von Astrachan) aber z. T. Muslime werden
- 827–1091 Sizilien unter arabischer Herrschaft
- 846 Plünderung Roms durch die Araber
- 1064–1492 christliche Reconquista in Spanien (Rückeroberung Toledos 1085, 1118 fällt Zaragoza, 1147 Lissabon, 1238 ebenso Valencia und 1248 Sevilla)
- 1096–1291 Kreuzzüge (erster Kreuzzug bereits 1064 gegen das spanische Barbastro, weitere gegen die osmanischen Türken 1396 und 1444)
- 1212 Sieg der Christen über marokkanische Muslime in der Schlacht bei Las Navas de Tolosa und 1340 in der Schlacht am Salado
- 1352 (Tsympe) bzw. 1354 (Gallipoli) erste osmanische Brückenköpfe auf dem Balkan
- 1371 Sieg der Türken in der Schlacht an der Mariza sowie 1389 in der Schlacht auf dem Amselfeld (Kosovo) über eine Koalition der Serben mit anderen Balkanvölkern (letzter einheitlicher Widerstand der christlichen bzw. slawischen Balkanvölker) und
- 1396 in der Schlacht von Nikopolis auch über französisch-ungarische Kreuzfahrer
- 1444 Abwehr eines letzten Kreuzzuges in der Schlacht bei Warna und 1448 zweite Schlacht auf dem Amselfeld
- 1453 Belagerung und Eroberung von Konstantinopel, seit 1471 osmanische Vorstöße bis nach Österreich und Italien
- 1492 fällt das muslimische Granada an spanische Christen, österreichischer Abwehrsieg gegen osmanische Überfälle
- 1526 Eroberung Ungarns, aber 1529 erfolgloser Angriff der Türken auf Wien (1536 türkisch-französisches Bündnis)
- 1552/56 Russland erobert Kasan und Astrachan, osmanischer Gegenangriff auf Astrachan 1569
- 1571 Sieg einer christlichen Allianz über die Türken in der Seeschlacht von Lepanto
- 1572 Das angeschlagene Russland verhindert eine Eroberung durch Krimtataren und Türken in der Schlacht von Molodi
- 1609/14 Vertreibung der Muslime und Moriscos aus Spanien, aber fortan Überfälle maurischer Piraten bis nach Island, Dänemark und Irland
- 1676 türkisches Protektorat über Südukraine
- 1683 Niederlage der Türken vor Wien und Zusammenbruch ihrer Herrschaft in Ungarn und der Ukraine (1699)
- 1739 nimmt mit dem Ausscheiden Österreichs aus den Türkenkriegen, dem Friede von Küçük Kaynarca (1774), der westeuropäischen Unterstützung für den Griechischen Unabhängigkeitskrieg (1821–32) und dem russisch-türkischen Vertrag von Hunkiar Skelessi (1833) der russische Druck auf das Türkische Reich zu, trotz westeuropäischen Eingreifens in den Krimkrieg (1853–56) gehen den Türken zwischen 1877 und 1912 alle Balkan-Provinzen verloren
- ab 1798 Kolonisierung islamischer Staaten: 1798 erobert Frankreich Ägypten, 1830 Algerien, 1881 Tunesien und ab 1891 Westafrika, 1882 besetzen dann die Briten Ägypten bzw. 1898 Sudan, Deutschland erwirbt 1885 Sansibar und verbündet sich 1898 mit dem Osmanischen Reich, Italien erobert ab 1911 Libyen, Frankreich und Spanien teilen schließlich 1912 auch Marokko unter sich auf, nach der türkischen Niederlage in den Balkankriegen 1912/13 fallen muslimische Minderheiten auf dem Balkan unter christliche Herrschaft, Flucht und Vertreibung, Albanien wird unabhängig
- Deutschland, Österreich-Ungarn und Osmanisches Reich sind Verbündete im Ersten Weltkrieg (1914–18), 1915/16 verlustreicher türkischer Abwehrsieg in der Dardanellenschlacht, aber Niederlage der deutsch-österreichisch-türkischen Allianz
- ab 1920 verwestlicht Kemal Atatürk die restliche Türkei, Syrien und Libanon fallen an Frankreich, Palästina sowie Jordanien und Irak fallen an Großbritannien (Jerusalem 1917–47 britisch)
- 1923 Im Vertrag von Lausanne wird vereinbart, dass 1,25 Mio. in der Türkei ansässigen türkische Staatsangehörige griechisch-orthodoxen Glaubens nach Europa (Griechenland) ausgewiesen werden.
- 1956 scheitert die britisch-französisch-israelische Intervention in Ägypten, symbolisches Ende der europäischen Kolonialvorherrschaft über den Orient; Marokko und Tunesien werden im gleichen Jahr unabhängig, Algerien erst nach dem Algerienkrieg 1962
- 1992–1995: u. a. werden beim Massaker von Srebrenica bis zu 8000 muslimische Bosniaken von der bosnisch-serbischen Armee ermordet.
- seit 2004: in Europa kommt es wiederholt zu islamistischen Terroranschlägen, u. a. 2004 in Madrid, 2005 in London, 2015 in Paris und 2016 in Brüssel, in Nizza sowie in Berlin. Auch im Jahr 2020 wurden in Nizza und Wien islamistische Terroranschläge verübt.